# Liste des monuments historiques protégés en 2007
Cet article recense les monuments historiques français classés ou inscrits en 2007.

## Protections
| Édifice                                                                               | Commune                        | Département           | Région                     | Protection | Base Mérimée                         | Coordonnées                         | Image   |
| ------------------------------------------------------------------------------------- | ------------------------------ | --------------------- | -------------------------- | ---------- | ------------------------------------ | ----------------------------------- | ------- |
| Château de Meillonnas                                                                 | Meillonnas                     | Ain                   | Auvergne-Rhône-Alpes       | inscrit    | « PA01000023 », notice no PA01000023 | 46° 14′ 38″ nord, 5° 21′ 05″ est    |         |
| Grenier à sel de Surjoux                                                              | Surjoux-Lhopital               | Ain                   | Auvergne-Rhône-Alpes       | inscrit    | « PA01000024 », notice no PA01000024 | 46° 01′ 15″ nord, 5° 48′ 30″ est    |         |
| Château de Varambon                                                                   | Varambon                       | Ain                   | Auvergne-Rhône-Alpes       | inscrit    | « PA01000025 », notice no PA01000025 | 46° 02′ 26″ nord, 5° 18′ 50″ est    |         |
| Hôtel de ville de Bohain-en-Vermandois                                                | Bohain-en-Vermandois           | Aisne                 | Hauts-de-France            | inscrit    | « PA02000066 », notice no PA02000066 | 49° 59′ 13″ nord, 3° 27′ 18″ est    |         |
| Hôtel-Dieu de Château-Thierry                                                         | Château-Thierry                | Aisne                 | Hauts-de-France            | inscrit    | « PA02000063 », notice no PA02000063 | 49° 02′ 45″ nord, 3° 24′ 15″ est    |         |
| Église Saint-Martin de Ciry-Salsogne                                                  | Ciry-Salsogne                  | Aisne                 | Hauts-de-France            | inscrit    | « PA02000067 », notice no PA02000067 | 49° 21′ 44″ nord, 3° 27′ 45″ est    |         |
| Manoir de Coyolles                                                                    | Coyolles                       | Aisne                 | Hauts-de-France            | inscrit    | « PA02000062 », notice no PA02000062 | 49° 14′ 03″ nord, 3° 02′ 36″ est    |         |
| Église Saint-Rémi de Limé                                                             | Limé                           | Aisne                 | Hauts-de-France            | inscrit    | « PA02000068 », notice no PA02000068 | 49° 19′ 21″ nord, 3° 32′ 55″ est    |         |
| Ferme de Villefontaine                                                                | Marchais-en-Brie               | Aisne                 | Hauts-de-France            | inscrit    | « PA02000069 », notice no PA02000069 | 48° 52′ 24″ nord, 3° 29′ 43″ est    |         |
| Château de Pernant                                                                    | Pernant                        | Aisne                 | Hauts-de-France            | classé     | « PA00115867 », notice no PA00115867 | 49° 22′ 30″ nord, 3° 13′ 38″ est    |         |
| Prieuré de Quierzy                                                                    | Quierzy                        | Aisne                 | Hauts-de-France            | inscrit    | « PA02000070 », notice no PA02000070 | 49° 34′ 19″ nord, 3° 08′ 32″ est    |         |
| Hôtel de ville                                                                        | Soissons                       | Aisne                 | Hauts-de-France            | inscrit    | « PA02000064 », notice no PA02000064 | 49° 23′ 01″ nord, 3° 19′ 42″ est    |         |
| Maisons de source et aqueduc                                                          | Soissons                       | Aisne                 | Hauts-de-France            | inscrit    | « PA02000071 », notice no PA02000071 | 49° 21′ 50″ nord, 3° 20′ 50″ est    |         |
| Château de Soupir                                                                     | Soupir                         | Aisne                 | Hauts-de-France            | inscrit    | « PA02000072 », notice no PA02000072 | 49° 24′ 24″ nord, 3° 36′ 09″ est    |         |
| Château de Villiers-Saint-Denis                                                       | Villiers-Saint-Denis           | Aisne                 | Hauts-de-France            | inscrit    | « PA02000073 », notice no PA02000073 | 48° 59′ 43″ nord, 3° 16′ 00″ est    |         |
| Fortifications                                                                        | Ainay-le-Château               | Allier                | Auvergne-Rhône-Alpes       | inscrit    | « PA00092971 », notice no PA00092971 | 46° 42′ 42″ nord, 2° 41′ 35″ est    |         |
| Château de Fontnoble                                                                  | Biozat                         | Allier                | Auvergne-Rhône-Alpes       | inscrit    | « PA03000031 », notice no PA03000031 | 46° 04′ 43″ nord, 3° 18′ 30″ est    |         |
| Château de Noyant-d'Allier                                                            | Noyant-d'Allier                | Allier                | Auvergne-Rhône-Alpes       | inscrit    | « PA03000030 », notice no PA03000030 | 46° 28′ 46″ nord, 3° 07′ 36″ est    |         |
| Casino le Cercle international                                                        | Vichy                          | Allier                | Auvergne-Rhône-Alpes       | inscrit    | « PA03000032 », notice no PA03000032 | 46° 07′ 30″ nord, 3° 25′ 16″ est    |         |
| Château de la Chaussière                                                              | Vieure                         | Allier                | Auvergne-Rhône-Alpes       | inscrit    | « PA00093365 », notice no PA00093365 | 46° 30′ 49″ nord, 2° 53′ 18″ est    |         |
| Villa Le Bosquet                                                                      | Le Cannet                      | Alpes-Maritimes       | Provence-Alpes-Côte d'Azur | classé     | « PA00080700 », notice no PA00080700 | 43° 34′ 35″ nord, 7° 01′ 42″ est    |         |
| Abri Pendimoun                                                                        | Castellar                      | Alpes-Maritimes       | Provence-Alpes-Côte d'Azur | inscrit    | « PA06000028 », notice no PA06000028 | 43° 48′ 47″ nord, 7° 30′ 22″ est    |         |
| Pyramide de Falicon                                                                   | Falicon                        | Alpes-Maritimes       | Provence-Alpes-Côte d'Azur | inscrit    | « PA06000029 », notice no PA06000029 | 43° 45′ 00″ nord, 7° 15′ 37″ est    |         |
| Villa Santa Clara                                                                     | Grasse                         | Alpes-Maritimes       | Provence-Alpes-Côte d'Azur | inscrit    | « PA06000031 », notice no PA06000031 | 43° 39′ 30″ nord, 6° 55′ 11″ est    |         |
| Synagogue                                                                             | Nice                           | Alpes-Maritimes       | Provence-Alpes-Côte d'Azur | inscrit    | « PA06000030 », notice no PA06000030 | 43° 41′ 59″ nord, 7° 16′ 10″ est    |         |
| Villa Santo Sospir                                                                    | Saint-Jean-Cap-Ferrat          | Alpes-Maritimes       | Provence-Alpes-Côte d'Azur | inscrit    | « PA00135614 », notice no PA00135614 | 43° 40′ 36″ nord, 7° 19′ 36″ est    |         |
| Grange du Cheylard                                                                    | Aubenas                        | Ardèche               | Auvergne-Rhône-Alpes       | inscrit    | « PA07000012 », notice no PA07000012 | 44° 38′ 08″ nord, 4° 22′ 53″ est    |         |
| Château de Montivert                                                                  | Saint-André-en-Vivarais        | Ardèche               | Auvergne-Rhône-Alpes       | inscrit    | « PA07000013 », notice no PA07000013 | 45° 07′ 36″ nord, 4° 23′ 41″ est    |         |
| Château de Chassagnes                                                                 | Les Vans                       | Ardèche               | Auvergne-Rhône-Alpes       | inscrit    | « PA07000014 », notice no PA07000014 | 44° 24′ 41″ nord, 4° 10′ 06″ est    |         |
| Maison haute de Camon                                                                 | Camon                          | Ariège                | Occitanie                  | inscrit    | « PA09000018 », notice no PA09000018 | 43° 01′ 19″ nord, 1° 57′ 58″ est    |         |
| Château de Poudelay                                                                   | Fabas                          | Ariège                | Occitanie                  | inscrit    | « PA09000019 », notice no PA09000019 | 43° 07′ 33″ nord, 1° 07′ 32″ est    |         |
| Château de Fornex                                                                     | Fornex                         | Ariège                | Occitanie                  | inscrit    | « PA09000022 », notice no PA09000022 | 43° 10′ 13″ nord, 1° 14′ 58″ est    |         |
| Maison natale d'Aristide Bergès et papeterie de Prat du Ritou                         | Lorp-Sentaraille               | Ariège                | Occitanie                  | inscrit    | « PA09000020 », notice no PA09000020 | 43° 00′ 39″ nord, 1° 07′ 28″ est    |         |
| Abbaye de Combelongue                                                                 | Rimont                         | Ariège                | Occitanie                  | inscrit    | « PA00093948 », notice no PA00093948 | 42° 59′ 17″ nord, 1° 16′ 36″ est    |         |
| Hôtel de ville                                                                        | Sainte-Savine                  | Aube                  | Grand Est                  | inscrit    | « PA10000024 », notice no PA10000024 | 48° 17′ 40″ nord, 4° 03′ 20″ est    |         |
| Église Saint-Jean-Baptiste                                                            | Castelnaudary                  | Aude                  | Occitanie                  | inscrit    | « PA11000037 », notice no PA11000037 | 43° 19′ 03″ nord, 1° 57′ 21″ est    |         |
| Monument commémoratif d'Ernest Ferroul                                                | Narbonne                       | Aude                  | Occitanie                  | inscrit    | « PA11000038 », notice no PA11000038 | 43° 11′ 10″ nord, 3° 00′ 05″ est    |         |
| Hôpital de la Charité                                                                 | Narbonne                       | Aude                  | Occitanie                  | inscrit    | « PA00102809 », notice no PA00102809 | 43° 11′ 03″ nord, 3° 00′ 03″ est    |         |
| Vestiges archéologiques du Clos de la Lombarde                                        | Narbonne                       | Aude                  | Occitanie                  | classé     | « PA11000039 », notice no PA11000039 | 43° 11′ 24″ nord, 3° 00′ 37″ est    |         |
| Église Saint-Michel                                                                   | Saint-Michel-de-Lanès          | Aude                  | Occitanie                  | inscrit    | « PA00102888 », notice no PA00102888 | 43° 19′ 29″ nord, 1° 45′ 35″ est    |         |
| Abbaye de Saint-Papoul                                                                | Saint-Papoul                   | Aude                  | Occitanie                  | inscrit    | « PA00102891 », notice no PA00102891 | 43° 19′ 56″ nord, 2° 02′ 12″ est    |         |
| Palais épiscopal                                                                      | Saint-Papoul                   | Aude                  | Occitanie                  | classé     | « PA00102889 », notice no PA00102889 | 43° 19′ 49″ nord, 2° 02′ 01″ est    |         |
| Château de Balsac                                                                     | Balsac                         | Aveyron               | Occitanie                  | inscrit    | « PA12000040 », notice no PA12000040 | 44° 24′ 08″ nord, 2° 26′ 36″ est    |         |
| Église d'Ayrinhac                                                                     | Bertholène                     | Aveyron               | Occitanie                  | inscrit    | « PA12000044 », notice no PA12000044 | 44° 23′ 03″ nord, 2° 47′ 30″ est    |         |
| Château d'Oustrac                                                                     | Laguiole                       | Aveyron               | Occitanie                  | inscrit    | « PA12000041 », notice no PA12000041 | 44° 41′ 03″ nord, 2° 50′ 11″ est    |         |
| Hôtel de ville                                                                        | Nant                           | Aveyron               | Occitanie                  | inscrit    | « PA12000043 », notice no PA12000043 | 44° 01′ 22″ nord, 3° 18′ 05″ est    |         |
| Église Saint-Michel                                                                   | Nant                           | Aveyron               | Occitanie                  | inscrit    | « PA12000042 », notice no PA12000042 | 44° 00′ 39″ nord, 3° 19′ 20″ est    |         |
| Château de Hunebourg                                                                  | Dossenheim-sur-Zinsel          | Bas-Rhin              | Grand Est                  | inscrit    | « PA67000070 », notice no PA67000070 | 48° 49′ 59″ nord, 7° 21′ 50″ est    |         |
| Croix de chemin du Moulin des Pierres                                                 | Geispolsheim                   | Bas-Rhin              | Grand Est                  | inscrit    | « PA67000071 », notice no PA67000071 | 48° 30′ 47″ nord, 7° 40′ 50″ est    |         |
| Jeu de quilles à relevage manuel                                                      | Lipsheim                       | Bas-Rhin              | Grand Est                  | inscrit    | « PA67000072 », notice no PA67000072 | 48° 29′ 25″ nord, 7° 40′ 21″ est    |         |
| Palais des Fêtes                                                                      | Strasbourg                     | Bas-Rhin              | Grand Est                  | inscrit    | « PA67000073 », notice no PA67000073 | 48° 35′ 27″ nord, 7° 44′ 58″ est    |         |
| Grande synagogue                                                                      | Marseille                      | Bouches-du-Rhône      | Provence-Alpes-Côte d'Azur | inscrit    | « PA13000053 », notice no PA13000053 | 43° 17′ 13″ nord, 5° 22′ 38″ est    |         |
| Cimetière juif                                                                        | Saint-Rémy-de-Provence         | Bouches-du-Rhône      | Provence-Alpes-Côte d'Azur | inscrit    | « PA13000052 », notice no PA13000052 | 43° 46′ 46″ nord, 4° 49′ 44″ est    |         |
| Chapelle Saint-Aubin                                                                  | Auquainville                   | Calvados              | Normandie                  | inscrit    | « PA14000075 », notice no PA14000075 | 49° 02′ 53″ nord, 0° 14′ 31″ est    |         |
| Manoir de la Hogue                                                                    | Beuvron-en-Auge                | Calvados              | Normandie                  | inscrit    | « PA14000074 », notice no PA14000074 | 49° 11′ 30″ nord, 0° 02′ 11″ ouest  |         |
| Église Saint-Julien                                                                   | Caen                           | Calvados              | Normandie                  | classé     | « PA14000061 », notice no PA14000061 | 49° 11′ 22″ nord, 0° 22′ 08″ ouest  |         |
| Maison de Jean Macé                                                                   | Caen                           | Calvados              | Normandie                  | inscrit    | « PA14000073 », notice no PA14000073 | 49° 11′ 00″ nord, 0° 21′ 53″ ouest  |         |
| Cité-jardin des Rosiers                                                               | Caen                           | Calvados              | Normandie                  | inscrit    | « PA14000048 », notice no PA14000048 | 49° 11′ 26″ nord, 0° 22′ 29″ ouest  |         |
| Usine Tréfimétaux                                                                     | Dives-sur-Mer                  | Calvados              | Normandie                  | inscrit    | « PA14000076 », notice no PA14000076 | 49° 17′ 31″ nord, 0° 06′ 02″ ouest  |         |
| Couvent Notre-Dame-de-Fidélité                                                        | Douvres-la-Délivrande          | Calvados              | Normandie                  | inscrit    | « PA00111288 », notice no PA00111288 | 49° 17′ 46″ nord, 0° 22′ 10″ ouest  |         |
| Château de Lion-sur-Mer                                                               | Lion-sur-Mer                   | Calvados              | Normandie                  | inscrit    | « PA00111469 », notice no PA00111469 | 49° 18′ 09″ nord, 0° 19′ 57″ ouest  |         |
| Château de Saint-Germain-de-Livet                                                     | Saint-Germain-de-Livet         | Calvados              | Normandie                  | inscrit    | « PA00111671 », notice no PA00111671 | 49° 05′ 21″ nord, 0° 12′ 53″ est    |         |
| Maison Hurgon                                                                         | Murat                          | Cantal                | Auvergne-Rhône-Alpes       | inscrit    | « PA00093564 », notice no PA00093564 | 45° 06′ 41″ nord, 2° 52′ 09″ est    |         |
| Grange Maziol                                                                         | Nieudan                        | Cantal                | Auvergne-Rhône-Alpes       | inscrit    | « PA15000038 », notice no PA15000038 | 44° 59′ 00″ nord, 2° 14′ 35″ est    |         |
| Maison Podevigne de Grandval                                                          | Saint-Urcize                   | Cantal                | Auvergne-Rhône-Alpes       | inscrit    | « PA15000037 », notice no PA15000037 | 44° 41′ 51″ nord, 3° 00′ 16″ est    |         |
| Abbaye de Saint-Cybard                                                                | Angoulême                      | Charente              | Nouvelle-Aquitaine         | inscrit    | « PA16000038 », notice no PA16000038 | 45° 39′ 12″ nord, 0° 08′ 58″ est    |         |
| Château de Balzac                                                                     | Balzac                         | Charente              | Nouvelle-Aquitaine         | inscrit    | « PA00104236 », notice no PA00104236 | 45° 42′ 28″ nord, 0° 06′ 33″ est    |         |
| Château de Villars-Marange                                                            | Mérignac                       | Charente              | Nouvelle-Aquitaine         | inscrit    | « PA16000037 », notice no PA16000037 | 45° 41′ 33″ nord, 0° 02′ 29″ ouest  |         |
| Villa La Jetée                                                                        | Fouras                         | Charente-Maritime     | Nouvelle-Aquitaine         | inscrit    | « PA17000075 », notice no PA17000075 | 45° 59′ 45″ nord, 1° 05′ 58″ ouest  |         |
| Magasin aux vivres de Rochefort                                                       | Rochefort                      | Charente-Maritime     | Nouvelle-Aquitaine         | inscrit    | « PA17000078 », notice no PA17000078 | 45° 56′ 33″ nord, 0° 57′ 26″ ouest  |         |
| Hôtel Lambertz                                                                        | La Rochelle                    | Charente-Maritime     | Nouvelle-Aquitaine         | inscrit    | « PA17000077 », notice no PA17000077 | 46° 09′ 38″ nord, 1° 08′ 53″ ouest  |         |
| Villa Gracieux                                                                        | Royan                          | Charente-Maritime     | Nouvelle-Aquitaine         | inscrit    | « PA17000076 », notice no PA17000076 | 45° 37′ 04″ nord, 1° 00′ 41″ ouest  |         |
| Maison                                                                                | Bourges                        | Cher                  | Centre-Val de Loire        | inscrit    | « PA18000040 », notice no PA18000040 | 47° 05′ 10″ nord, 2° 24′ 06″ est    |         |
| Château de Brécy                                                                      | Brécy                          | Cher                  | Centre-Val de Loire        | inscrit    | « PA18000039 », notice no PA18000039 | 47° 07′ 21″ nord, 2° 37′ 11″ est    |         |
| Église Saint-Étienne d'Allichamps                                                     | Bruère-Allichamps              | Cher                  | Centre-Val de Loire        | classé     | « PA00096748 », notice no PA00096748 | 46° 47′ 00″ nord, 2° 25′ 21″ est    |         |
| Château de la Périsse                                                                 | Dun-sur-Auron                  | Cher                  | Centre-Val de Loire        | inscrit    | « PA00096787 », notice no PA00096787 | 46° 53′ 03″ nord, 2° 31′ 17″ est    |         |
| Église de la Nativité-de-Saint-Jean-Baptiste de Saillac                               | Saillac                        | Corrèze               | Nouvelle-Aquitaine         | classé     | « PA00099837 », notice no PA00099837 | 45° 02′ 14″ nord, 1° 38′ 19″ est    |         |
| Site archéologique de Piantarella                                                     | Bonifacio                      | Corse-du-Sud          | Corse                      | classé     | « PA00099086 », notice no PA00099086 | 41° 22′ 17″ nord, 9° 13′ 19″ est    |         |
| Maison forte d'Urbalacone                                                             | Urbalacone                     | Corse-du-Sud          | Corse                      | inscrit    | « PA2A000001 », notice no PA2A000001 | 41° 50′ 10″ nord, 8° 56′ 56″ est    |         |
| Chapelle des Jacobins                                                                 | Beaune                         | Côte-d'Or             | Bourgogne-Franche-Comté    | inscrit    | « PA00112103 », notice no PA00112103 | 47° 01′ 31″ nord, 4° 50′ 28″ est    |         |
| Rucher de la Combe à la Serpent                                                       | Corcelles-les-Monts            | Côte-d'Or             | Bourgogne-Franche-Comté    | inscrit    | « PA21000044 », notice no PA21000044 | 47° 18′ 40″ nord, 4° 57′ 31″ est    |         |
| Hôpital général de Dijon                                                              | Dijon                          | Côte-d'Or             | Bourgogne-Franche-Comté    | inscrit    | « PA00112275 », notice no PA00112275 | 47° 19′ 01″ nord, 5° 01′ 48″ est    |         |
| Villa Vurpillot                                                                       | Dijon                          | Côte-d'Or             | Bourgogne-Franche-Comté    | inscrit    | « PA21000049 », notice no PA21000049 | 47° 19′ 32″ nord, 5° 01′ 39″ est    |         |
| Fort Junot                                                                            | Sennecey-lès-Dijon             | Côte-d'Or             | Bourgogne-Franche-Comté    | inscrit    | « PA21000047 », notice no PA21000047 | 47° 17′ 11″ nord, 5° 06′ 05″ est    |         |
| Fort de Varois                                                                        | Varois-et-Chaignot             | Côte-d'Or             | Bourgogne-Franche-Comté    | inscrit    | « PA21000048 », notice no PA21000048 | 47° 20′ 52″ nord, 5° 07′ 59″ est    |         |
| Église paroissiale Notre-Dame                                                         | La Ferrière                    | Côtes-d'Armor         | Bretagne                   | inscrit    | « PA22000024 », notice no PA22000024 | 48° 08′ 33″ nord, 2° 36′ 19″ ouest  |         |
| Manoir de la Ville-Roger                                                              | Fréhel                         | Côtes-d'Armor         | Bretagne                   | inscrit    | « PA22000025 », notice no PA22000025 | 48° 38′ 09″ nord, 2° 21′ 18″ ouest  |         |
| Château des Aubiers                                                                   | Hillion                        | Côtes-d'Armor         | Bretagne                   | inscrit    | « PA22000026 », notice no PA22000026 | 48° 29′ 46″ nord, 2° 40′ 19″ ouest  |         |
| Demeure                                                                               | Tonquédec                      | Côtes-d'Armor         | Bretagne                   | inscrit    | « PA22000028 », notice no PA22000028 | 48° 40′ 12″ nord, 3° 23′ 44″ ouest  |         |
| Jardins de Kerdalo                                                                    | Trédarzec                      | Côtes-d'Armor         | Bretagne                   | inscrit    | « PA22000027 », notice no PA22000027 | 48° 47′ 23″ nord, 3° 13′ 00″ ouest  |         |
| Maison Saint Pierre                                                                   | Tréguier                       | Côtes-d'Armor         | Bretagne                   | inscrit    | « PA00089710 », notice no PA00089710 | 48° 47′ 12″ nord, 3° 13′ 54″ ouest  |         |
| Église Saint-Sulpice de Banize                                                        | Banize                         | Creuse                | Nouvelle-Aquitaine         | classé     | « PA00100003 », notice no PA00100003 | 45° 55′ 49″ nord, 1° 59′ 55″ est    |         |
| Château d'Airvault                                                                    | Airvault                       | Deux-Sèvres           | Nouvelle-Aquitaine         | classé     | « PA00101166 », notice no PA00101166 | 46° 49′ 39″ nord, 0° 08′ 17″ ouest  |         |
| Château de Tennessus                                                                  | Amailloux                      | Deux-Sèvres           | Nouvelle-Aquitaine         | inscrit    | « PA00101172 », notice no PA00101172 | 46° 42′ 50″ nord, 0° 16′ 43″ ouest  |         |
| Château des Loges                                                                     | La Chapelle-Bâton              | Deux-Sèvres           | Nouvelle-Aquitaine         | inscrit    | « PA79000033 », notice no PA79000033 | 46° 27′ 36″ nord, 0° 20′ 13″ ouest  |         |
| Château de Badefols-d'Ans                                                             | Badefols-d'Ans                 | Dordogne              | Nouvelle-Aquitaine         | inscrit    | « PA00082332 », notice no PA00082332 | 45° 13′ 50″ nord, 1° 11′ 47″ est    |         |
| Gisement préhistorique du Pont d'Ambon                                                | Bourdeilles                    | Dordogne              | Nouvelle-Aquitaine         | inscrit    | « PA24000056 », notice no PA24000056 | 45° 18′ 01″ nord, 0° 32′ 19″ est    |         |
| Gisement préhistorique du Roc Pointu                                                  | Castels                        | Dordogne              | Nouvelle-Aquitaine         | inscrit    | « PA24000057 », notice no PA24000057 | 44° 52′ 48″ nord, 1° 05′ 44″ est    |         |
| Château de Clérans                                                                    | Cause-de-Clérans               | Dordogne              | Nouvelle-Aquitaine         | inscrit    | « PA00082453 », notice no PA00082453 | 44° 51′ 46″ nord, 0° 40′ 00″ est    |         |
| Grotte préhistorique de la Cavaille                                                   | Couze-et-Saint-Front           | Dordogne              | Nouvelle-Aquitaine         | inscrit    | « PA24000058 », notice no PA24000058 | 44° 48′ 39″ nord, 0° 43′ 09″ est    |         |
| Chartreuse du Breuil                                                                  | Grives                         | Dordogne              | Nouvelle-Aquitaine         | inscrit    | « PA24000064 », notice no PA24000064 | 44° 45′ 29″ nord, 1° 05′ 04″ est    |         |
| Gisement préhistorique de Laussel                                                     | Marquay                        | Dordogne              | Nouvelle-Aquitaine         | inscrit    | « PA24000059 », notice no PA24000059 | 44° 56′ 54″ nord, 1° 06′ 30″ est    |         |
| Église Saint-Eutrope                                                                  | Meyrals                        | Dordogne              | Nouvelle-Aquitaine         | inscrit    | « PA24000062 », notice no PA24000062 | 44° 53′ 57″ nord, 1° 03′ 51″ est    |         |
| Église Saint-Eutrope                                                                  | Saint-Aquilin                  | Dordogne              | Nouvelle-Aquitaine         | inscrit    | « PA24000060 », notice no PA24000060 | 45° 11′ 08″ nord, 0° 29′ 33″ est    |         |
| Chapelle des Bois                                                                     | Saint-Astier                   | Dordogne              | Nouvelle-Aquitaine         | inscrit    | « PA24000061 », notice no PA24000061 | 45° 09′ 24″ nord, 0° 30′ 42″ est    |         |
| Château de Monclar, ou de Montclar, ou de Montclard                                   | Saint-Georges-de-Montclard     | Dordogne              | Nouvelle-Aquitaine         | inscrit    | « PA24000063 », notice no PA24000063 | 44° 55′ 55″ nord, 0° 37′ 15″ est    |         |
| Château de Losse                                                                      | Thonac                         | Dordogne              | Nouvelle-Aquitaine         | classé     | « PA00083019 », notice no PA00083019 | 45° 01′ 46″ nord, 1° 07′ 44″ est    |         |
| Abbaye Sainte-Odile de Baume-les-Dames                                                | Baume-les-Dames                | Doubs                 | Bourgogne-Franche-Comté    | inscrit    | « PA00101445 », notice no PA00101445 | 47° 12′ 40″ nord, 6° 12′ 50″ est    |         |
| Café                                                                                  | Baume-les-Dames                | Doubs                 | Bourgogne-Franche-Comté    | inscrit    | « PA25000058 », notice no PA25000058 | 47° 21′ 06″ nord, 6° 21′ 40″ est    |         |
| Hôtel Michotey                                                                        | Besançon                       | Doubs                 | Bourgogne-Franche-Comté    | classé     | « PA25000046 », notice no PA25000046 | 47° 14′ 08″ nord, 6° 01′ 26″ est    |         |
| Maison Beley                                                                          | Orve                           | Doubs                 | Bourgogne-Franche-Comté    | inscrit    | « PA25000057 », notice no PA25000057 | 47° 19′ 32″ nord, 6° 33′ 16″ est    |         |
| Aérodrome de Besançon-Thise                                                           | Thise                          | Doubs                 | Bourgogne-Franche-Comté    | classé     | « PA25000056 », notice no PA25000056 | 47° 16′ 26″ nord, 6° 04′ 59″ est    |         |
| Domaine de Valensolles                                                                | Valence                        | Drôme                 | Auvergne-Rhône-Alpes       | inscrit    | « PA26000020 », notice no PA26000020 | 44° 55′ 02″ nord, 4° 52′ 53″ est    |         |
| Château de Boissy-le-Sec                                                              | Boissy-le-Sec                  | Essonne               | Île-de-France              | inscrit    | « PA00087819 », notice no PA00087819 | 48° 28′ 38″ nord, 2° 05′ 23″ est    |         |
| Église Saint-Jean-de-l'Île de Corbeil-Essonnes                                        | Corbeil-Essonnes               | Essonne               | Île-de-France              | classé     | « PA00087865 », notice no PA00087865 | 48° 36′ 26″ nord, 2° 28′ 31″ est    |         |
| Pont des Planches d'Acquigny                                                          | Acquigny                       | Eure                  | Normandie                  | inscrit    | « PA27000069 », notice no PA27000069 | 49° 09′ 21″ nord, 1° 10′ 40″ est    |         |
| Château de Tilly                                                                      | Boissey-le-Châtel              | Eure                  | Normandie                  | inscrit    | « PA00099348 », notice no PA00099348 | 49° 16′ 28″ nord, 0° 47′ 11″ est    |         |
| Pont Napoléon                                                                         | Corneville-sur-Risle           | Eure                  | Normandie                  | inscrit    | « PA27000070 », notice no PA27000070 | 49° 20′ 52″ nord, 0° 33′ 56″ est    |         |
| Église Saint-Maurice de Vesly                                                         | Vesly                          | Eure                  | Normandie                  | inscrit    | « PA27000071 », notice no PA27000071 | 49° 14′ 25″ nord, 1° 39′ 21″ est    |         |
| Église Saint-Martin de Bleury                                                         | Auneau-Bleury-Saint-Symphorien | Eure-et-Loir          | Centre-Val de Loire        | inscrit    | « PA28000027 », notice no PA28000027 | 48° 31′ 14″ nord, 1° 44′ 51″ est    |         |
| Église Saint-Lubin du Boullay-Thierry                                                 | Le Boullay-Thierry             | Eure-et-Loir          | Centre-Val de Loire        | inscrit    | « PA28000029 », notice no PA28000029 | 48° 38′ 13″ nord, 1° 25′ 57″ est    |         |
| Château du Boullay-Thierry                                                            | Le Boullay-Thierry             | Eure-et-Loir          | Centre-Val de Loire        | inscrit    | « PA28000028 », notice no PA28000028 | 48° 38′ 14″ nord, 1° 25′ 54″ est    |         |
| Maisons canoniales                                                                    | Chartres                       | Eure-et-Loir          | Centre-Val de Loire        | classé     | « PA28000018 », notice no PA28000018 | 48° 26′ 50″ nord, 1° 29′ 17″ est    |         |
| Château de Denonville                                                                 | Denonville                     | Eure-et-Loir          | Centre-Val de Loire        | inscrit    | « PA00097095 », notice no PA00097095 | 48° 23′ 30″ nord, 1° 48′ 34″ est    |         |
| Maison romane du XIIe siècle                                                          | Dreux                          | Eure-et-Loir          | Centre-Val de Loire        | classé     | « PA28000025 », notice no PA28000025 | 48° 44′ 12″ nord, 1° 22′ 07″ est    |         |
| Château de la Ferté-Vidame                                                            | La Ferté-Vidame                | Eure-et-Loir          | Centre-Val de Loire        | inscrit    | « PA00097106 », notice no PA00097106 | 48° 36′ 32″ nord, 0° 54′ 02″ est    |         |
| Abri du marin de Sainte-Marine                                                        | Combrit                        | Finistère             | Bretagne                   | inscrit    | « PA29000060 », notice no PA29000060 | 47° 52′ 28″ nord, 4° 07′ 15″ ouest  |         |
| Ancien abri du marin                                                                  | Douarnenez                     | Finistère             | Bretagne                   | inscrit    | « PA29000061 », notice no PA29000061 | 48° 05′ 49″ nord, 4° 19′ 30″ ouest  |         |
| Ancien abri du marin                                                                  | Île-de-Sein                    | Finistère             | Bretagne                   | inscrit    | « PA29000059 », notice no PA29000059 | 48° 02′ 15″ nord, 4° 51′ 00″ ouest  |         |
| Ancien abri du marin                                                                  | Île-de-Sein                    | Finistère             | Bretagne                   | inscrit    | « PA29000062 », notice no PA29000062 | 48° 02′ 13″ nord, 4° 51′ 01″ ouest  |         |
| Château de Rosmorduc                                                                  | Logonna-Daoulas                | Finistère             | Bretagne                   | inscrit    | « PA29000056 », notice no PA29000056 | 48° 19′ 18″ nord, 4° 16′ 18″ ouest  |         |
| Château de Kervéatoux                                                                 | Plouarzel                      | Finistère             | Bretagne                   | inscrit    | « PA29000057 », notice no PA29000057 | 48° 26′ 01″ nord, 4° 39′ 37″ ouest  |         |
| Château de Keruzoret                                                                  | Plouvorn                       | Finistère             | Bretagne                   | inscrit    | « PA29000058 », notice no PA29000058 | 48° 35′ 33″ nord, 4° 02′ 27″ ouest  |         |
| Chapelle des Pénitents blancs d'Aigues-Mortes                                         | Aigues-Mortes                  | Gard                  | Occitanie                  | classé     | « PA00102938 », notice no PA00102938 | 43° 34′ 01″ nord, 4° 11′ 31″ est    |         |
| Église Saint-Pancrace d'Aramon                                                        | Aramon                         | Gard                  | Occitanie                  | inscrit    | « PA00102957 », notice no PA00102957 | 43° 53′ 23″ nord, 4° 40′ 51″ est    |         |
| Tour seigneuriale de Moussac                                                          | Moussac                        | Gard                  | Occitanie                  | inscrit    | « PA30000063 », notice no PA30000063 | 43° 58′ 52″ nord, 4° 13′ 25″ est    |         |
| Lycée Alphonse-Daudet                                                                 | Nîmes                          | Gard                  | Occitanie                  | inscrit    | « PA30000064 », notice no PA30000064 | 43° 50′ 09″ nord, 4° 21′ 26″ est    |         |
| Hôtel Milliarède                                                                      | Nîmes                          | Gard                  | Occitanie                  | inscrit    | « PA30000069 », notice no PA30000069 | 43° 50′ 04″ nord, 4° 22′ 02″ est    |         |
| Château de Ribaute                                                                    | Ribaute-les-Tavernes           | Gard                  | Occitanie                  | inscrit    | « PA00103179 », notice no PA00103179 | 44° 02′ 15″ nord, 4° 04′ 49″ est    |         |
| Domaine des Graves                                                                    | Saint-Hippolyte-du-Fort        | Gard                  | Occitanie                  | inscrit    | « PA30000065 », notice no PA30000065 | 43° 57′ 45″ nord, 3° 51′ 48″ est    |         |
| Château de Moulin-Neuf                                                                | Saint-Quentin-la-Poterie       | Gard                  | Occitanie                  | inscrit    | « PA30000068 », notice no PA30000068 | 44° 01′ 57″ nord, 4° 27′ 13″ est    |         |
| Hôtel Chambon de la Tour                                                              | Uzès                           | Gard                  | Occitanie                  | inscrit    | « PA00103263 », notice no PA00103263 | 44° 00′ 46″ nord, 4° 25′ 16″ est    |         |
| Église Saint-Julien de Valliguières                                                   | Valliguières                   | Gard                  | Occitanie                  | inscrit    | « PA30000066 », notice no PA30000066 | 44° 00′ 24″ nord, 4° 34′ 45″ est    |         |
| Église Sainte-Dode de Sainte-Dode                                                     | Sainte-Dode                    | Gers                  | Occitanie                  | inscrit    | « PA00094913 », notice no PA00094913 | 43° 25′ 10″ nord, 0° 21′ 53″ est    |         |
| Église Notre-Dame de Bayon-sur-Gironde                                                | Bayon-sur-Gironde              | Gironde               | Nouvelle-Aquitaine         | inscrit    | « PA00083130 », notice no PA00083130 | 45° 03′ 12″ nord, 0° 36′ 00″ ouest  |         |
| Parc et grotte de Majolan                                                             | Blanquefort                    | Gironde               | Nouvelle-Aquitaine         | inscrit    | « PA00083148 », notice no PA00083148 | 44° 54′ 07″ nord, 0° 38′ 46″ ouest  |         |
| Maison                                                                                | Bordeaux                       | Gironde               | Nouvelle-Aquitaine         | inscrit    | « PA33000094 », notice no PA33000094 | 44° 50′ 45″ nord, 0° 35′ 07″ ouest  |         |
| Maison                                                                                | Bordeaux                       | Gironde               | Nouvelle-Aquitaine         | inscrit    | « PA33000124 », notice no PA33000124 | 44° 50′ 06″ nord, 0° 34′ 05″ ouest  |         |
| Château de Fargues                                                                    | Fargues                        | Gironde               | Nouvelle-Aquitaine         | inscrit    | « PA33000099 », notice no PA33000099 | 44° 32′ 00″ nord, 0° 17′ 31″ ouest  |         |
| Église Saint-Pierre de Lansac                                                         | Lansac                         | Gironde               | Nouvelle-Aquitaine         | inscrit    | « PA00083587 », notice no PA00083587 | 45° 03′ 40″ nord, 0° 32′ 34″ ouest  |         |
| Église Saint-Vincent de Marimbault                                                    | Marimbault                     | Gironde               | Nouvelle-Aquitaine         | inscrit    | « PA00083619 », notice no PA00083619 | 44° 24′ 39″ nord, 0° 16′ 07″ ouest  |         |
| Manoir de la Bernède                                                                  | Pessac-sur-Dordogne            | Gironde               | Nouvelle-Aquitaine         | inscrit    | « PA33000095 », notice no PA33000095 | 44° 49′ 52″ nord, 0° 05′ 10″ est    |         |
| Moulin du Barrage                                                                     | Porchères                      | Gironde               | Nouvelle-Aquitaine         | inscrit    | « PA33000096 », notice no PA33000096 | 45° 01′ 14″ nord, 0° 00′ 08″ ouest  |         |
| Église de Saint-Exupéry                                                               | Saint-Exupéry                  | Gironde               | Nouvelle-Aquitaine         | inscrit    | « PA00083738 », notice no PA00083738 | 44° 37′ 35″ nord, 0° 06′ 12″ ouest  |         |
| Château de Pommiers de Saint-Félix-de-Foncaude                                        | Saint-Félix-de-Foncaude        | Gironde               | Nouvelle-Aquitaine         | inscrit    | « PA00083739 », notice no PA00083739 | 44° 39′ 19″ nord, 0° 06′ 01″ ouest  |         |
| Château de La Roque                                                                   | Saint-Germain-de-la-Rivière    | Gironde               | Nouvelle-Aquitaine         | classé     | « PA33000093 », notice no PA33000093 | 44° 57′ 02″ nord, 0° 19′ 46″ ouest  |         |
| Château de Caze                                                                       | Saint-Sulpice-de-Guilleragues  | Gironde               | Nouvelle-Aquitaine         | inscrit    | « PA33000098 », notice no PA33000098 | 44° 38′ 01″ nord, 0° 02′ 23″ est    |         |
| Maison Siclis                                                                         | Saint-Symphorien               | Gironde               | Nouvelle-Aquitaine         | inscrit    | « PA33000097 », notice no PA33000097 | 44° 25′ 48″ nord, 0° 29′ 01″ ouest  |         |
| Château Raba                                                                          | Talence                        | Gironde               | Nouvelle-Aquitaine         | inscrit    | « PA00083847 », notice no PA00083847 | 44° 47′ 41″ nord, 0° 36′ 01″ ouest  |         |
| Monastère Saint-Antoine                                                               | Basse-Terre                    | Guadeloupe            | Guadeloupe                 | inscrit    | « PA97100022 », notice no PA97100022 | 15° 59′ 46″ nord, 61° 43′ 47″ ouest |         |
| L'Arsenal, ancienne caserne militaire                                                 | Basse-Terre                    | Guadeloupe            | Guadeloupe                 | classé     | « PA97100017 », notice no PA97100017 | 15° 59′ 28″ nord, 61° 43′ 28″ ouest |         |
| Habitation Bisdary                                                                    | Gourbeyre                      | Guadeloupe            | Guadeloupe                 | inscrit    | « PA97100024 », notice no PA97100024 | 15° 59′ 17″ nord, 61° 42′ 32″ ouest |         |
| Four à chaux                                                                          | Trois-Rivières                 | Guadeloupe            | Guadeloupe                 | inscrit    | « PA97100023 », notice no PA97100023 | 15° 57′ 33″ nord, 61° 40′ 25″ ouest |         |
| Église Saint-Joseph                                                                   | Vieux-Habitants                | Guadeloupe            | Guadeloupe                 | classé     | « PA00105877 », notice no PA00105877 | 16° 03′ 37″ nord, 61° 45′ 54″ ouest |         |
| Château                                                                               | Bollwiller                     | Haut-Rhin             | Grand Est                  | inscrit    | « PA68000053 », notice no PA68000053 | 47° 51′ 44″ nord, 7° 15′ 37″ est    |         |
| Temple maçonnique                                                                     | Colmar                         | Haut-Rhin             | Grand Est                  | inscrit    | « PA68000048 », notice no PA68000048 | 48° 04′ 10″ nord, 7° 21′ 34″ est    |         |
| Église Saint-Étienne                                                                  | Mulhouse                       | Haut-Rhin             | Grand Est                  | inscrit    | « PA68000049 », notice no PA68000049 | 47° 44′ 37″ nord, 7° 20′ 12″ est    |         |
| Ferme de la Vacherie                                                                  | Oberlarg                       | Haut-Rhin             | Grand Est                  | inscrit    | « PA68000051 », notice no PA68000051 | 47° 26′ 52″ nord, 7° 13′ 34″ est    |         |
| Sanctuaire Notre-Dame de Dusenbach                                                    | Ribeauvillé                    | Haut-Rhin             | Grand Est                  | inscrit    | « PA68000052 », notice no PA68000052 | 48° 12′ 15″ nord, 7° 17′ 37″ est    |         |
| Thermes romains de Santa Laurina                                                      | Aléria                         | Haute-Corse           | Corse                      | inscrit    | « PA2B000005 », notice no PA2B000005 | 42° 06′ 10″ nord, 9° 30′ 33″ est    |         |
| Église Saint-Charles-Borromée                                                         | Bastia                         | Haute-Corse           | Corse                      | inscrit    | « PA2B000006 », notice no PA2B000006 | 42° 41′ 43″ nord, 9° 26′ 51″ est    |         |
| Oratoire Saint-Roch                                                                   | Bastia                         | Haute-Corse           | Corse                      | classé     | « PA2B000007 », notice no PA2B000007 | 42° 41′ 54″ nord, 9° 27′ 01″ est    |         |
| Mulinu di Pendente                                                                    | Canari                         | Haute-Corse           | Corse                      | inscrit    | « PA2B000008 », notice no PA2B000008 | 42° 51′ 30″ nord, 9° 21′ 33″ est    |         |
| Maison-tour de Poggio                                                                 | Ersa                           | Haute-Corse           | Corse                      | inscrit    | « PA2B000009 », notice no PA2B000009 | 42° 58′ 58″ nord, 9° 22′ 22″ est    |         |
| Grotte de la Coscia                                                                   | Rogliano                       | Haute-Corse           | Corse                      | classé     | « PA2B000010 », notice no PA2B000010 | 42° 57′ 57″ nord, 9° 27′ 24″ est    |         |
| Tour de Mayrègne                                                                      | Mayrègne                       | Haute-Garonne         | Occitanie                  | inscrit    | « PA31000079 », notice no PA31000079 | 42° 50′ 39″ nord, 0° 32′ 18″ est    |         |
| Château de La Salvetat-Saint-Gilles                                                   | La Salvetat-Saint-Gilles       | Haute-Garonne         | Occitanie                  | classé     | « PA31000078 », notice no PA31000078 | 43° 34′ 40″ nord, 1° 16′ 17″ est    |         |
| Collège des Jésuites (ancien)                                                         | Toulouse                       | Haute-Garonne         | Occitanie                  | inscrit    | « PA31000080 », notice no PA31000080 | 43° 36′ 12″ nord, 1° 26′ 27″ est    |         |
| Studium des Dominicains de Rangueil                                                   | Toulouse                       | Haute-Garonne         | Occitanie                  | inscrit    | « PA31000081 », notice no PA31000081 | 43° 34′ 02″ nord, 1° 27′ 45″ est    |         |
| Greniers du chapitre Saint-Sernin                                                     | Toulouse                       | Haute-Garonne         | Occitanie                  | inscrit    | « PA31000082 », notice no PA31000082 | 43° 36′ 32″ nord, 1° 26′ 29″ est    |         |
| Château de la Tour-Maubourg                                                           | Saint-Maurice-de-Lignon        | Haute-Loire           | Auvergne-Rhône-Alpes       | inscrit    | « PA43000055 », notice no PA43000055 | 45° 12′ 41″ nord, 4° 08′ 50″ est    |         |
| Château de Marault                                                                    | Bologne                        | Haute-Marne           | Grand Est                  | inscrit    | « PA00078952 », notice no PA00078952 | 48° 11′ 13″ nord, 5° 06′ 15″ est    |         |
| Château de Châteauvillain                                                             | Châteauvillain                 | Haute-Marne           | Grand Est                  | inscrit    | « PA00079002 », notice no PA00079002 | 48° 02′ 16″ nord, 4° 55′ 10″ est    |         |
| Théâtre municipal de Saint-Dizier                                                     | Saint-Dizier                   | Haute-Marne           | Grand Est                  | inscrit    | « PA52000027 », notice no PA52000027 | 48° 38′ 12″ nord, 4° 56′ 50″ est    |         |
| Demeure et entrepôts Anthony                                                          | Arc-lès-Gray                   | Haute-Saône           | Bourgogne-Franche-Comté    | inscrit    | « PA70000083 », notice no PA70000083 | 47° 27′ 26″ nord, 5° 35′ 33″ est    |         |
| Forge-fonderie de Baignes                                                             | Baignes                        | Haute-Saône           | Bourgogne-Franche-Comté    | inscrit    | « PA00102115 », notice no PA00102115 | 47° 35′ 08″ nord, 6° 02′ 57″ est    |         |
| Presbytère de Bucey-lès-Gy                                                            | Bucey-lès-Gy                   | Haute-Saône           | Bourgogne-Franche-Comté    | inscrit    | « PA70000082 », notice no PA70000082 | 47° 25′ 22″ nord, 5° 50′ 43″ est    |         |
| Église de la Décollation-de-Saint-Jean-Baptiste d'Oiselay-et-Grachaux                 | Oiselay-et-Grachaux            | Haute-Saône           | Bourgogne-Franche-Comté    | classé     | « PA70000079 », notice no PA70000079 | 47° 25′ 14″ nord, 5° 56′ 04″ est    |         |
| Hôtel de Simon Renard                                                                 | Vesoul                         | Haute-Saône           | Bourgogne-Franche-Comté    | inscrit    | « PA70000081 », notice no PA70000081 | 47° 37′ 22″ nord, 6° 09′ 28″ est    |         |
| Haras national                                                                        | Annecy                         | Haute-Savoie          | Auvergne-Rhône-Alpes       | inscrit    | « PA74000006 », notice no PA74000006 | 45° 54′ 17″ nord, 6° 07′ 38″ est    |         |
| Maison du patrimoine bornandin                                                        | Le Grand-Bornand               | Haute-Savoie          | Auvergne-Rhône-Alpes       | inscrit    | « PA74000008 », notice no PA74000008 | 45° 56′ 30″ nord, 6° 25′ 53″ est    |         |
| Ferme du Clos Parchet                                                                 | Samoëns                        | Haute-Savoie          | Auvergne-Rhône-Alpes       | inscrit    | « PA74000010 », notice no PA74000010 | 46° 06′ 06″ nord, 6° 42′ 04″ est    |         |
| Pont de Noblat                                                                        | Saint-Léonard-de-Noblat        | Haute-Vienne          | Nouvelle-Aquitaine         | inscrit    | « PA87000030 », notice no PA87000030 | 45° 49′ 57″ nord, 1° 28′ 42″ est    |         |
| Fort Dauphin                                                                          | Briançon                       | Hautes-Alpes          | Provence-Alpes-Côte d'Azur | classé     | « PA05000013 », notice no PA05000013 | 44° 53′ 54″ nord, 6° 39′ 28″ est    |         |
| Église Notre-Dame-des-Pauvres                                                         | Issy-les-Moulineaux            | Hauts-de-Seine        | Île-de-France              | inscrit    | « PA92000018 », notice no PA92000018 | 48° 49′ 38″ nord, 2° 16′ 05″ est    |         |
| Château Saint-Bauzille                                                                | Béziers                        | Hérault               | Occitanie                  | inscrit    | « PA34000068 », notice no PA34000068 | 43° 21′ 23″ nord, 3° 17′ 32″ est    |         |
| Chapelle du couvent des Récollets de Clermont-l'Hérault                               | Clermont-l'Hérault             | Hérault               | Occitanie                  | inscrit    | « PA34000064 », notice no PA34000064 | 43° 37′ 44″ nord, 3° 26′ 14″ est    |         |
| Grange Verny                                                                          | Clermont-l'Hérault             | Hérault               | Occitanie                  | inscrit    | « PA34000065 », notice no PA34000065 | 43° 36′ 03″ nord, 3° 27′ 53″ est    |         |
| Château des comtes-évêques de Melgueil                                                | Mauguio                        | Hérault               | Occitanie                  | inscrit    | « PA00103504 », notice no PA00103504 | 43° 36′ 54″ nord, 4° 00′ 39″ est    |         |
| Église Saint-Baudile de Maureilhan                                                    | Maureilhan                     | Hérault               | Occitanie                  | inscrit    | « PA34000066 », notice no PA34000066 | 43° 21′ 30″ nord, 3° 07′ 13″ est    |         |
| Château de la Tour                                                                    | Montady                        | Hérault               | Occitanie                  | inscrit    | « PA34000067 », notice no PA34000067 | 43° 20′ 23″ nord, 3° 08′ 13″ est    |         |
| Chapelle des Cordeliers                                                               | Montpellier                    | Hérault               | Occitanie                  | inscrit    | « PA00103532 », notice no PA00103532 | 43° 36′ 23″ nord, 3° 52′ 53″ est    |         |
| Abbaye de Villemagne                                                                  | Villemagne-l'Argentière        | Hérault               | Occitanie                  | inscrit    | « PA00103755 », notice no PA00103755 | 43° 37′ 04″ nord, 3° 07′ 07″ est    |         |
| Château de la Haute-Forêt                                                             | Bréal-sous-Montfort            | Ille-et-Vilaine       | Bretagne                   | inscrit    | « PA35000029 », notice no PA35000029 | 48° 04′ 11″ nord, 1° 51′ 25″ ouest  |         |
| Château de la Haichois                                                                | Mordelles                      | Ille-et-Vilaine       | Bretagne                   | inscrit    | « PA35000030 », notice no PA35000030 | 48° 04′ 27″ nord, 1° 49′ 25″ ouest  |         |
| Château du Bois-Bide                                                                  | Pocé-les-Bois                  | Ille-et-Vilaine       | Bretagne                   | inscrit    | « PA35000033 », notice no PA35000033 | 48° 06′ 32″ nord, 1° 16′ 01″ ouest  |         |
| Château de Québriac                                                                   | Québriac                       | Ille-et-Vilaine       | Bretagne                   | inscrit    | « PA35000031 », notice no PA35000031 | 48° 21′ 04″ nord, 1° 49′ 23″ ouest  |         |
| Château du Val                                                                        | Saint-Just                     | Ille-et-Vilaine       | Bretagne                   | inscrit    | « PA35000032 », notice no PA35000032 | 47° 46′ 06″ nord, 1° 59′ 56″ ouest  |         |
| Église Saint-Léobon de Chalais                                                        | Chalais                        | Indre                 | Centre-Val de Loire        | inscrit    | « PA36000021 », notice no PA36000021 | 46° 32′ 12″ nord, 1° 11′ 46″ est    |         |
| Prieuré Notre-Dame de Longefont                                                       | Oulches                        | Indre                 | Centre-Val de Loire        | inscrit    | « PA36000020 », notice no PA36000020 | 46° 38′ 17″ nord, 1° 18′ 45″ est    |         |
| Église Saint-Crépin-et-Saint-Crépinien d'Azay-sur-Indre                               | Azay-sur-Indre                 | Indre-et-Loire        | Centre-Val de Loire        | inscrit    | « PA37000023 », notice no PA37000023 | 47° 12′ 31″ nord, 0° 56′ 47″ est    |         |
| Couvent des Grands Minimes du Plessis-lès-Tours                                       | La Riche                       | Indre-et-Loire        | Centre-Val de Loire        | inscrit    | « PA00125367 », notice no PA00125367 | 47° 22′ 40″ nord, 0° 39′ 40″ est    |         |
| Château de Valesne                                                                    | Saché                          | Indre-et-Loire        | Centre-Val de Loire        | inscrit    | « PA37000026 », notice no PA37000026 | 47° 14′ 45″ nord, 0° 33′ 37″ est    |         |
| Chaise du Seigneur                                                                    | Chozeau                        | Isère                 | Auvergne-Rhône-Alpes       | inscrit    | « PA38000026 », notice no PA38000026 | 45° 41′ 45″ nord, 5° 11′ 49″ est    |         |
| Halle Sainte-Claire                                                                   | Grenoble                       | Isère                 | Auvergne-Rhône-Alpes       | inscrit    | « PA38000025 », notice no PA38000025 | 45° 11′ 27″ nord, 5° 43′ 51″ est    |         |
| Château de Vaulserre                                                                  | Saint-Albin-de-Vaulserre       | Isère                 | Auvergne-Rhône-Alpes       | inscrit    | « PA00117246 », notice no PA00117246 | 45° 30′ 24″ nord, 5° 41′ 49″ est    |         |
| Maison le Bateau ivre                                                                 | Saint-Marcellin                | Isère                 | Auvergne-Rhône-Alpes       | inscrit    | « PA38000027 », notice no PA38000027 | 45° 09′ 41″ nord, 5° 19′ 11″ est    |         |
| Église Saint-Bruno de Voiron                                                          | Voiron                         | Isère                 | Auvergne-Rhône-Alpes       | classé     | « PA00132951 », notice no PA00132951 | 45° 22′ 02″ nord, 5° 35′ 31″ est    |         |
| Château de Brans                                                                      | Brans                          | Jura                  | Bourgogne-Franche-Comté    | inscrit    | « PA39000081 », notice no PA39000081 | 47° 13′ 54″ nord, 5° 34′ 02″ est    |         |
| Château de Cornod                                                                     | Cornod                         | Jura                  | Bourgogne-Franche-Comté    | inscrit    | « PA39000080 », notice no PA39000080 | 46° 18′ 44″ nord, 5° 33′ 09″ est    |         |
| Église Saint-Jean-l'Évangéliste                                                       | Dole                           | Jura                  | Bourgogne-Franche-Comté    | classé     | « PA39000073 », notice no PA39000073 | 47° 05′ 13″ nord, 5° 28′ 58″ est    |         |
| Château de Blandans                                                                   | Domblans                       | Jura                  | Bourgogne-Franche-Comté    | inscrit    | « PA39000082 », notice no PA39000082 | 46° 46′ 18″ nord, 5° 36′ 26″ est    |         |
| École-mairie de Mathenay                                                              | Mathenay                       | Jura                  | Bourgogne-Franche-Comté    | inscrit    | « PA39000075 », notice no PA39000075 | 46° 55′ 59″ nord, 5° 40′ 42″ est    |         |
| Château de Mirebel                                                                    | Hauteroche                     | Jura                  | Bourgogne-Franche-Comté    | inscrit    | « PA39000074 », notice no PA39000074 | 46° 42′ 04″ nord, 5° 44′ 05″ est    |         |
| Hôtel de ville de Moirans-en-Montagne                                                 | Moirans-en-Montagne            | Jura                  | Bourgogne-Franche-Comté    | inscrit    | « PA39000079 », notice no PA39000079 | 46° 25′ 52″ nord, 5° 43′ 31″ est    |         |
| Chalet de fromagerie de Moirans-en-Montagne                                           | Moirans-en-Montagne            | Jura                  | Bourgogne-Franche-Comté    | inscrit    | « PA39000078 », notice no PA39000078 | 46° 25′ 48″ nord, 5° 43′ 47″ est    |         |
| Église Saint-Nicolas de Moirans-en-Montagne                                           | Moirans-en-Montagne            | Jura                  | Bourgogne-Franche-Comté    | inscrit    | « PA39000076 », notice no PA39000076 | 46° 25′ 48″ nord, 5° 43′ 34″ est    |         |
| Fontaine de l'hôtel de ville                                                          | Moirans-en-Montagne            | Jura                  | Bourgogne-Franche-Comté    | inscrit    | « PA39000077 », notice no PA39000077 | 46° 25′ 52″ nord, 5° 43′ 32″ est    |         |
| Arènes Jean-Lafittau                                                                  | Amou                           | Landes                | Nouvelle-Aquitaine         | inscrit    | « PA40000062 », notice no PA40000062 | 43° 35′ 34″ nord, 0° 44′ 52″ ouest  |         |
| Arènes Jean de Lahourtique                                                            | Bascons                        | Landes                | Nouvelle-Aquitaine         | inscrit    | « PA40000063 », notice no PA40000063 | 43° 49′ 17″ nord, 0° 25′ 11″ ouest  |         |
| Église Saint-Vincent-de-Paul                                                          | Mont-de-Marsan                 | Landes                | Nouvelle-Aquitaine         | inscrit    | « PA40000065 », notice no PA40000065 | 43° 54′ 05″ nord, 0° 29′ 00″ ouest  |         |
| Arènes des Pins                                                                       | Roquefort                      | Landes                | Nouvelle-Aquitaine         | inscrit    | « PA40000064 », notice no PA40000064 | 44° 01′ 59″ nord, 0° 19′ 00″ ouest  |         |
| Église Saint-Aubin de Saint-Aubin                                                     | Saint-Aubin                    | Landes                | Nouvelle-Aquitaine         | inscrit    | « PA40000067 », notice no PA40000067 | 43° 42′ 38″ nord, 0° 41′ 46″ ouest  |         |
| Villa Saint-Jean                                                                      | Saint-Martin-de-Seignanx       | Landes                | Nouvelle-Aquitaine         | inscrit    | « PA40000066 », notice no PA40000066 | 43° 30′ 14″ nord, 1° 20′ 12″ ouest  |         |
| Château du Fresne                                                                     | Authon                         | Loir-et-Cher          | Centre-Val de Loire        | inscrit    | « PA00098325 », notice no PA00098325 | 47° 39′ 59″ nord, 0° 52′ 40″ est    |         |
| Église Saint-Saturnin de Conan                                                        | Conan                          | Loir-et-Cher          | Centre-Val de Loire        | inscrit    | « PA41000047 », notice no PA41000047 | 47° 44′ 57″ nord, 1° 17′ 13″ est    |         |
| Église Saint-Martin de Crouy-sur-Cosson                                               | Crouy-sur-Cosson               | Loir-et-Cher          | Centre-Val de Loire        | inscrit    | « PA41000045 », notice no PA41000045 | 47° 39′ 02″ nord, 1° 36′ 35″ est    |         |
| Château de Droué                                                                      | Droué                          | Loir-et-Cher          | Centre-Val de Loire        | classé     | « PA41000031 », notice no PA41000031 | 48° 02′ 14″ nord, 1° 04′ 35″ est    |         |
| Église Notre-Dame de Françay                                                          | Françay                        | Loir-et-Cher          | Centre-Val de Loire        | inscrit    | « PA41000048 », notice no PA41000048 | 47° 37′ 06″ nord, 1° 07′ 35″ est    |         |
| Château de Roujoux                                                                    | Fresnes                        | Loir-et-Cher          | Centre-Val de Loire        | inscrit    | « PA41000043 », notice no PA41000043 | 47° 26′ 02″ nord, 1° 24′ 03″ est    |         |
| Église Notre-Dame de Huisseau-en-Beauce                                               | Huisseau-en-Beauce             | Loir-et-Cher          | Centre-Val de Loire        | inscrit    | « PA41000049 », notice no PA41000049 | 47° 43′ 24″ nord, 1° 00′ 34″ est    |         |
| Château de Chalay                                                                     | Montoire-sur-le-Loir           | Loir-et-Cher          | Centre-Val de Loire        | inscrit    | « PA00098665 », notice no PA00098665 | 47° 46′ 42″ nord, 0° 49′ 13″ est    |         |
| Église Saint-Pierre de Pray                                                           | Pray                           | Loir-et-Cher          | Centre-Val de Loire        | inscrit    | « PA41000050 », notice no PA41000050 | 47° 40′ 38″ nord, 1° 07′ 00″ est    |         |
| Église Saint-Étienne de Romorantin-Lanthenay                                          | Romorantin-Lanthenay           | Loir-et-Cher          | Centre-Val de Loire        | inscrit    | « PA00098552 », notice no PA00098552 | 47° 21′ 24″ nord, 1° 44′ 40″ est    |         |
| Église Saint-Pierre de Longpré                                                        | Saint-Amand-Longpré            | Loir-et-Cher          | Centre-Val de Loire        | inscrit    | « PA41000051 », notice no PA41000051 | 47° 39′ 47″ nord, 0° 57′ 15″ est    |         |
| Église Saint-Martin de Saint-Martin-des-Bois                                          | Saint-Martin-des-Bois          | Loir-et-Cher          | Centre-Val de Loire        | inscrit    | « PA41000052 », notice no PA41000052 | 47° 43′ 24″ nord, 0° 49′ 37″ est    |         |
| Église Saint-Denis de Thoré-la-Rochette                                               | Thoré-la-Rochette              | Loir-et-Cher          | Centre-Val de Loire        | inscrit    | « PA41000053 », notice no PA41000053 | 47° 47′ 17″ nord, 0° 57′ 52″ est    |         |
| Église Saint-Jean de Tourailles                                                       | Tourailles                     | Loir-et-Cher          | Centre-Val de Loire        | inscrit    | « PA41000046 », notice no PA41000046 | 47° 41′ 06″ nord, 1° 09′ 30″ est    |         |
| Église Notre-Dame de Tréhet                                                           | Tréhet                         | Loir-et-Cher          | Centre-Val de Loire        | inscrit    | « PA41000054 », notice no PA41000054 | 47° 44′ 02″ nord, 0° 37′ 21″ est    |         |
| Fortifications de Trôo                                                                | Trôo                           | Loir-et-Cher          | Centre-Val de Loire        | inscrit    | « PA41000044 », notice no PA41000044 | 47° 46′ 39″ nord, 0° 47′ 29″ est    |         |
| Église Saint-Pierre de Vievy-le-Rayé                                                  | Vievy-le-Rayé                  | Loir-et-Cher          | Centre-Val de Loire        | inscrit    | « PA41000055 », notice no PA41000055 | 47° 51′ 50″ nord, 1° 18′ 53″ est    |         |
| Château de Beauvoir                                                                   | Arthun                         | Loire                 | Auvergne-Rhône-Alpes       | inscrit    | « PA00117683 », notice no PA00117683 | 45° 46′ 09″ nord, 4° 02′ 01″ est    |         |
| Château de Neubourg                                                                   | Riorges                        | Loire                 | Auvergne-Rhône-Alpes       | inscrit    | « PA42000026 », notice no PA42000026 | 46° 02′ 09″ nord, 4° 01′ 16″ est    |         |
| Immeuble Fontaney                                                                     | Saint-Étienne                  | Loire                 | Auvergne-Rhône-Alpes       | inscrit    | « PA42000029 », notice no PA42000029 | 45° 26′ 16″ nord, 4° 23′ 24″ est    |         |
| Hôtel des Ingénieurs                                                                  | Saint-Étienne                  | Loire                 | Auvergne-Rhône-Alpes       | inscrit    | « PA42000030 », notice no PA42000030 | 45° 26′ 14″ nord, 4° 23′ 21″ est    |         |
| Hôtel Bernou de Rochetaillée                                                          | Saint-Étienne                  | Loire                 | Auvergne-Rhône-Alpes       | inscrit    | « PA42000031 », notice no PA42000031 | 45° 26′ 13″ nord, 4° 23′ 18″ est    | commune |
| Immeuble Morin                                                                        | Saint-Étienne                  | Loire                 | Auvergne-Rhône-Alpes       | inscrit    | « PA42000033 », notice no PA42000033 | 45° 26′ 16″ nord, 4° 23′ 29″ est    |         |
| Immeuble Michoudet                                                                    | Saint-Étienne                  | Loire                 | Auvergne-Rhône-Alpes       | inscrit    | « PA42000032 », notice no PA42000032 | 45° 26′ 15″ nord, 4° 23′ 26″ est    |         |
| Nouvelles Galeries                                                                    | Saint-Étienne                  | Loire                 | Auvergne-Rhône-Alpes       | inscrit    | « PA42000028 », notice no PA42000028 | 45° 26′ 03″ nord, 4° 23′ 19″ est    |         |
| Château de Villechaize                                                                | Saint-Julien-la-Vêtre          | Loire                 | Auvergne-Rhône-Alpes       | inscrit    | « PA42000034 », notice no PA42000034 | 45° 49′ 38″ nord, 3° 49′ 13″ est    |         |
| Château de Cornillon                                                                  | Saint-Paul-en-Cornillon        | Loire                 | Auvergne-Rhône-Alpes       | inscrit    | « PA42000035 », notice no PA42000035 | 45° 23′ 51″ nord, 4° 14′ 15″ est    |         |
| Moulin Suc                                                                            | Soleymieux                     | Loire                 | Auvergne-Rhône-Alpes       | inscrit    | « PA42000036 », notice no PA42000036 | 45° 30′ 36″ nord, 4° 03′ 15″ est    |         |
| Église Notre-Dame-de-l'Assomption                                                     | Aigrefeuille-sur-Maine         | Loire-Atlantique      | Pays de la Loire           | inscrit    | « PA44000038 », notice no PA44000038 | 47° 04′ 38″ nord, 1° 23′ 56″ ouest  |         |
| Hôpital Saint-Jacques                                                                 | Nantes                         | Loire-Atlantique      | Pays de la Loire           | inscrit    | « PA44000012 », notice no PA44000012 | 47° 11′ 50″ nord, 1° 32′ 14″ ouest  |         |
| Église Saint-Étienne                                                                  | Saint-Étienne-de-Montluc       | Loire-Atlantique      | Pays de la Loire           | inscrit    | « PA44000039 », notice no PA44000039 | 47° 16′ 35″ nord, 1° 46′ 50″ ouest  |         |
| Église Saint-Julien                                                                   | Saint-Julien-de-Vouvantes      | Loire-Atlantique      | Pays de la Loire           | inscrit    | « PA44000040 », notice no PA44000040 | 47° 38′ 31″ nord, 1° 14′ 15″ ouest  |         |
| Église Notre-Dame                                                                     | Sainte-Pazanne                 | Loire-Atlantique      | Pays de la Loire           | inscrit    | « PA44000041 », notice no PA44000041 | 47° 06′ 12″ nord, 1° 48′ 42″ ouest  |         |
| Château des Essarts                                                                   | Marsainvilliers                | Loiret                | Centre-Val de Loire        | inscrit    | « PA45000031 », notice no PA45000031 | 48° 12′ 08″ nord, 2° 17′ 25″ est    |         |
| Hôtel Brachet                                                                         | Orléans                        | Loiret                | Centre-Val de Loire        | inscrit    | « PA45000032 », notice no PA45000032 | 47° 54′ 15″ nord, 1° 54′ 25″ est    |         |
| Château de Masclat                                                                    | Masclat                        | Lot                   | Occitanie                  | inscrit    | « PA46000039 », notice no PA46000039 | 44° 50′ 04″ nord, 1° 23′ 36″ est    |         |
| Séchoir à tabac du château de Beauvallon                                              | Beaupuy                        | Lot-et-Garonne        | Nouvelle-Aquitaine         | inscrit    | « PA47000069 », notice no PA47000069 | 44° 31′ 50″ nord, 0° 08′ 15″ est    |         |
| Château du Rodier                                                                     | Monclar                        | Lot-et-Garonne        | Nouvelle-Aquitaine         | inscrit    | « PA47000070 », notice no PA47000070 | 44° 26′ 27″ nord, 0° 30′ 24″ est    |         |
| Château de Lapoujade                                                                  | Saint-Vite                     | Lot-et-Garonne        | Nouvelle-Aquitaine         | inscrit    | « PA47000071 », notice no PA47000071 | 44° 28′ 09″ nord, 0° 54′ 57″ est    |         |
| Château de Saint-Sulpice                                                              | Sauvetat-sur-Lède (La)         | Lot-et-Garonne        | Nouvelle-Aquitaine         | inscrit    | « PA47000072 », notice no PA47000072 | 44° 27′ 35″ nord, 0° 42′ 32″ est    |         |
| Halle de Villeréal                                                                    | Villeréal                      | Lot-et-Garonne        | Nouvelle-Aquitaine         | classé     | « PA00084278 », notice no PA00084278 | 44° 38′ 14″ nord, 0° 44′ 35″ est    |         |
| Mas du Viala Ponsonnenc                                                               | Saint-Frézal-de-Ventalon       | Lozère                | Occitanie                  | inscrit    | « PA48000012 », notice no PA48000012 | 44° 17′ 37″ nord, 3° 53′ 17″ est    |         |
| Abbaye Saint-Aubin d'Angers, actuelle préfecture                                      | Angers                         | Maine-et-Loire        | Pays de la Loire           | inscrit    | « PA00108861 », notice no PA00108861 | 47° 28′ 05″ nord, 0° 33′ 12″ ouest  |         |
| Église Saint-Didier de Brain-sur-Longuenée                                            | Erdre-en-Anjou                 | Maine-et-Loire        | Pays de la Loire           | inscrit    | « PA49000056 », notice no PA49000056 | 47° 35′ 06″ nord, 0° 45′ 42″ ouest  |         |
| Église Saint-Vincent de Brézé                                                         | Bellevigne-les-Châteaux        | Maine-et-Loire        | Pays de la Loire           | inscrit    | « PA49000067 », notice no PA49000067 | 47° 10′ 19″ nord, 0° 03′ 32″ ouest  |         |
| Maison de maître de la Masselière                                                     | Cornillé-les-Caves             | Maine-et-Loire        | Pays de la Loire           | inscrit    | « PA49000065 », notice no PA49000065 | 47° 29′ 46″ nord, 0° 17′ 43″ ouest  |         |
| Maison de maître de la Charpenterie et Tour de Cornillé                               | Cornillé-les-Caves             | Maine-et-Loire        | Pays de la Loire           | inscrit    | « PA49000066 », notice no PA49000066 | 47° 29′ 46″ nord, 0° 17′ 56″ ouest  |         |
| Église Saint-Germain                                                                  | Saint-Germain-des-Prés         | Maine-et-Loire        | Pays de la Loire           | inscrit    | « PA49000068 », notice no PA49000068 | 47° 24′ 32″ nord, 0° 50′ 06″ ouest  |         |
| Église Sainte-Madeleine de Segré                                                      | Segré-en-Anjou Bleu            | Maine-et-Loire        | Pays de la Loire           | inscrit    | « PA49000069 », notice no PA49000069 | 47° 41′ 12″ nord, 0° 52′ 18″ ouest  |         |
| Château du Verger de Seiches-sur-le-Loir                                              | Seiches-sur-le-Loir            | Maine-et-Loire        | Pays de la Loire           | inscrit    | « PA49000031 », notice no PA49000031 | 47° 35′ 56″ nord, 0° 21′ 37″ ouest  |         |
| Église Saint-Pierre                                                                   | Vaudelnay                      | Maine-et-Loire        | Pays de la Loire           | inscrit    | « PA49000070 », notice no PA49000070 | 47° 08′ 20″ nord, 0° 12′ 23″ ouest  |         |
| Le Doyenné                                                                            | Avranches                      | Manche                | Normandie                  | classé     | « PA50000045 », notice no PA50000045 | 48° 41′ 18″ nord, 1° 21′ 48″ ouest  |         |
| Abbaye de Montmorel : cloître                                                         | Poilley                        | Manche                | Normandie                  | inscrit    | « PA00110541 », notice no PA00110541 | 48° 35′ 53″ nord, 1° 17′ 56″ ouest  |         |
| Crypte de l'église Saint-Marcouf                                                      | Saint-Marcouf                  | Manche                | Normandie                  | inscrit    | « PA00110589 », notice no PA00110589 | 49° 28′ 23″ nord, 1° 17′ 21″ ouest  |         |
| Île de Tatihou                                                                        | Saint-Vaast-la-Hougue          | Manche                | Normandie                  | inscrit    | « PA00110608 », notice no PA00110608 | 49° 35′ 21″ nord, 1° 14′ 40″ ouest  |         |
| Maison Royer et Granthille                                                            | Châlons-en-Champagne           | Marne                 | Grand Est                  | inscrit    | « PA51000014 », notice no PA51000014 | 48° 57′ 22″ nord, 4° 21′ 46″ est    |         |
| Église Saint-Vigor de Neau                                                            | Neau                           | Mayenne               | Pays de la Loire           | inscrit    | « PA53000025 », notice no PA53000025 | 48° 09′ 19″ nord, 0° 28′ 30″ ouest  |         |
| Chapelle et enceinte fortifiée de Loré                                                | Oisseau                        | Mayenne               | Pays de la Loire           | inscrit    | « PA53000026 », notice no PA53000026 | 48° 20′ 31″ nord, 0° 40′ 36″ ouest  |         |
| Unité d'habitation de Briey                                                           | Briey                          | Meurthe-et-Moselle    | Grand Est                  | inscrit    | « PA00125522 », notice no PA00125522 | 49° 15′ 37″ nord, 5° 55′ 41″ est    |         |
| Château de Fléville                                                                   | Fléville-devant-Nancy          | Meurthe-et-Moselle    | Grand Est                  | classé     | « PA00106031 », notice no PA00106031 | 48° 37′ 35″ nord, 6° 12′ 08″ est    |         |
| Château de Bois-Joly                                                                  | Caudan                         | Morbihan              | Bretagne                   | inscrit    | « PA56000066 », notice no PA56000066 | 47° 48′ 32″ nord, 3° 18′ 28″ ouest  |         |
| Château des Forges de Lanouée                                                         | Forges de Lanouée              | Morbihan              | Bretagne                   | inscrit    | « PA56000065 », notice no PA56000065 | 48° 01′ 08″ nord, 2° 39′ 00″ ouest  |         |
| Château du Bot                                                                        | Hennebont                      | Morbihan              | Bretagne                   | inscrit    | « PA56000061 », notice no PA56000061 | 47° 48′ 41″ nord, 3° 17′ 52″ ouest  |         |
| Hôtel d'Aumont                                                                        | Josselin                       | Morbihan              | Bretagne                   | inscrit    | « PA56000062 », notice no PA56000062 | 47° 57′ 21″ nord, 2° 32′ 54″ ouest  |         |
| Citadelle                                                                             | Le Palais                      | Morbihan              | Bretagne                   | classé     | « PA00091470 », notice no PA00091470 | 47° 20′ 58″ nord, 3° 09′ 17″ ouest  |         |
| Château de la Ville Quéno                                                             | Carentoir                      | Morbihan              | Bretagne                   | inscrit    | « PA56000063 », notice no PA56000063 | 47° 50′ 10″ nord, 2° 04′ 39″ ouest  |         |
| Château de la Ville Der                                                               | Val d'Oust                     | Morbihan              | Bretagne                   | inscrit    | « PA56000064 », notice no PA56000064 | 47° 52′ 08″ nord, 2° 28′ 05″ ouest  |         |
| Château de Bétange                                                                    | Florange                       | Moselle               | Grand Est                  | inscrit    | « PA00125536 », notice no PA00125536 | 49° 20′ 17″ nord, 6° 07′ 01″ est    |         |
| Château prioral de La Charité-sur-Loire                                               | La Charité-sur-Loire           | Nièvre                | Bourgogne-Franche-Comté    | classé     | « PA00112824 », notice no PA00112824 | 47° 10′ 40″ nord, 3° 00′ 59″ est    |         |
| Château de Romenay                                                                    | Diennes-Aubigny                | Nièvre                | Bourgogne-Franche-Comté    | inscrit    | « PA00112877 », notice no PA00112877 | 46° 55′ 08″ nord, 3° 33′ 09″ est    |         |
| Château de Tracy                                                                      | Tracy-sur-Loire                | Nièvre                | Bourgogne-Franche-Comté    | inscrit    | « PA00113034 », notice no PA00113034 | 47° 19′ 17″ nord, 2° 53′ 29″ est    |         |
| Ancien palais de Justice                                                              | Avesnes-sur-Helpe              | Nord                  | Hauts-de-France            | inscrit    | « PA59000137 », notice no PA59000137 | 50° 07′ 23″ nord, 3° 55′ 55″ est    |         |
| Maison                                                                                | Condé-sur-l'Escaut             | Nord                  | Hauts-de-France            | inscrit    | « PA59000135 », notice no PA59000135 | 50° 26′ 58″ nord, 3° 35′ 39″ est    |         |
| Presbytère de l'église Saint-Wasnon                                                   | Condé-sur-l'Escaut             | Nord                  | Hauts-de-France            | inscrit    | « PA59000178 », notice no PA59000178 | 50° 26′ 58″ nord, 3° 35′ 35″ est    |         |
| Monument commémoratif de la tragédienne Hippolyte Clairon, dit Monument de la Clairon | Condé-sur-l'Escaut             | Nord                  | Hauts-de-France            | inscrit    | « PA59000134 », notice no PA59000134 | 50° 26′ 51″ nord, 3° 35′ 28″ est    |         |
| Corps de garde - beffroi et maisons attenantes                                        | Condé-sur-l'Escaut             | Nord                  | Hauts-de-France            | inscrit    | « PA59000132 », notice no PA59000132 | 50° 26′ 53″ nord, 3° 35′ 32″ est    |         |
| Hôtel de Ville                                                                        | Condé-sur-l'Escaut             | Nord                  | Hauts-de-France            | inscrit    | « PA59000133 », notice no PA59000133 | 50° 26′ 55″ nord, 3° 35′ 36″ est    |         |
| Vestiges archéologiques antiques et médiévaux                                         | Famars                         | Nord                  | Hauts-de-France            | inscrit    | « PA00107521 », notice no PA00107521 | 50° 18′ 56″ nord, 3° 31′ 01″ est    |         |
| Ruines du château                                                                     | Gœulzin                        | Nord                  | Hauts-de-France            | inscrit    | « PA59000087 », notice no PA59000087 | 50° 19′ 02″ nord, 3° 05′ 31″ est    |         |
| Hôtel Bidé de la Grandville                                                           | Lille                          | Nord                  | Hauts-de-France            | inscrit    | « PA00107594 », notice no PA00107594 | 50° 38′ 37″ nord, 3° 03′ 55″ est    |         |
| Base de lancement de V1 du bois des Huit-Rues                                         | Wallon-Cappel                  | Nord                  | Hauts-de-France            | inscrit    | « PA59000142 », notice no PA59000142 | 50° 42′ 44″ nord, 2° 29′ 31″ est    |         |
| Château d'Auteuil                                                                     | Berneuil-en-Bray               | Oise                  | Hauts-de-France            | inscrit    | « PA60000069 », notice no PA60000069 | 49° 20′ 55″ nord, 2° 04′ 40″ est    |         |
| Château de Boran-sur-Oise                                                             | Boran-sur-Oise                 | Oise                  | Hauts-de-France            | inscrit    | « PA60000066 », notice no PA60000066 | 49° 10′ 17″ nord, 2° 21′ 41″ est    |         |
| Église Notre-Dame du Hamel                                                            | Le Hamel                       | Oise                  | Hauts-de-France            | classé     | « PA60000031 », notice no PA60000031 | 49° 38′ 55″ nord, 1° 59′ 28″ est    |         |
| Château de Théribus                                                                   | Le Mesnil-Théribus             | Oise                  | Hauts-de-France            | inscrit    | « PA60000071 », notice no PA60000071 | 49° 18′ 28″ nord, 1° 59′ 16″ est    |         |
| Maisons canoniales de Noyon                                                           | Noyon                          | Oise                  | Hauts-de-France            | inscrit    | « PA00114792 », notice no PA00114792 | 49° 34′ 57″ nord, 2° 59′ 59″ est    |         |
| Temple gallo-romain de la forêt d'Halatte                                             | Ognon                          | Oise                  | Hauts-de-France            | inscrit    | « PA60000072 », notice no PA60000072 | 49° 14′ 32″ nord, 2° 37′ 33″ est    |         |
| Croix de cimetière de Rocquemont                                                      | Rocquemont                     | Oise                  | Hauts-de-France            | inscrit    | « PA60000073 », notice no PA60000073 | 49° 15′ 31″ nord, 2° 49′ 18″ est    |         |
| Ferme de la Carrière                                                                  | Saint-Crépin-aux-Bois          | Oise                  | Hauts-de-France            | inscrit    | « PA60000074 », notice no PA60000074 | 49° 26′ 39″ nord, 3° 00′ 00″ est    |         |
| Château de Flambermont                                                                | Saint-Martin-le-Nœud           | Oise                  | Hauts-de-France            | inscrit    | « PA60000067 », notice no PA60000067 | 49° 24′ 01″ nord, 2° 03′ 22″ est    |         |
| Maison des Sept Colonnes                                                              | Alençon                        | Orne                  | Normandie                  | inscrit    | « PA61000053 », notice no PA61000053 | 48° 25′ 42″ nord, 0° 05′ 08″ est    |         |
| Château d'Avoine                                                                      | Avoine                         | Orne                  | Normandie                  | inscrit    | « PA00110736 », notice no PA00110736 | 48° 41′ 08″ nord, 0° 05′ 46″ ouest  |         |
| Hôtel Titon                                                                           | 10e arrondissement de Paris    | Paris                 | Île-de-France              | inscrit    | « PA00086505 », notice no PA00086505 | 48° 52′ 30″ nord, 2° 20′ 54″ est    |         |
| Immeuble                                                                              | 14e arrondissement de Paris    | Paris                 | Île-de-France              | inscrit    | « PA00086622 », notice no PA00086622 | 48° 49′ 15″ nord, 2° 20′ 29″ est    |         |
| Couvent Saint-François                                                                | 14e arrondissement de Paris    | Paris                 | Île-de-France              | inscrit    | « PA75140011 », notice no PA75140011 | 48° 49′ 35″ nord, 2° 19′ 48″ est    |         |
| Hôtel particulier                                                                     | 17e arrondissement de Paris    | Paris                 | Île-de-France              | inscrit    | « PA75170006 », notice no PA75170006 | 48° 53′ 07″ nord, 2° 17′ 56″ est    |         |
| Siège du Parti communiste français                                                    | 19e arrondissement de Paris    | Paris                 | Île-de-France              | classé     | « PA75190004 », notice no PA75190004 | 48° 52′ 40″ nord, 2° 22′ 18″ est    |         |
| Mémorial des Martyrs de la Déportation                                                | 4e arrondissement de Paris     | Paris                 | Île-de-France              | classé     | « PA00125453 », notice no PA00125453 | 48° 51′ 06″ nord, 2° 21′ 09″ est    |         |
| Cabaret du Père Lunette                                                               | 5e arrondissement de Paris     | Paris                 | Île-de-France              | inscrit    | « PA75050008 », notice no PA75050008 | 48° 51′ 03″ nord, 2° 20′ 52″ est    |         |
| Immeuble                                                                              | 6e arrondissement de Paris     | Paris                 | Île-de-France              | inscrit    | « PA00088633 », notice no PA00088633 | 48° 51′ 20″ nord, 2° 20′ 13″ est    |         |
| Hôtel Lutetia                                                                         | 6e arrondissement de Paris     | Paris                 | Île-de-France              | inscrit    | « PA75060007 », notice no PA75060007 | 48° 51′ 05″ nord, 2° 19′ 38″ est    |         |
| Immeuble (actuel siège de la Fondation Charles de Gaulle)                             | 7e arrondissement de Paris     | Paris                 | Île-de-France              | inscrit    | « PA75070003 », notice no PA75070003 | 48° 51′ 36″ nord, 2° 19′ 23″ est    |         |
| Château du Cauroy                                                                     | Berlencourt-le-Cauroy          | Pas-de-Calais         | Hauts-de-France            | inscrit    | « PA62000070 », notice no PA62000070 | 50° 16′ 09″ nord, 2° 25′ 49″ est    |         |
| Ferme de la Belleforière                                                              | Beuvry                         | Pas-de-Calais         | Hauts-de-France            | inscrit    | « PA62000071 », notice no PA62000071 | 50° 31′ 21″ nord, 2° 41′ 07″ est    |         |
| Fermette de la Gaverie                                                                | Courset                        | Pas-de-Calais         | Hauts-de-France            | inscrit    | « PA62000072 », notice no PA62000072 | 50° 38′ 25″ nord, 1° 51′ 13″ est    |         |
| Château de Torcy                                                                      | Torcy                          | Pas-de-Calais         | Hauts-de-France            | inscrit    | « PA62000131 », notice no PA62000131 | 50° 29′ 21″ nord, 2° 01′ 20″ est    |         |
| Fontaine Delille                                                                      | Clermont-Ferrand               | Puy-de-Dôme           | Auvergne-Rhône-Alpes       | inscrit    | « PA63000087 », notice no PA63000087 | 45° 46′ 49″ nord, 3° 05′ 29″ est    |         |
| Château de Fontanay                                                                   | Saint-Georges-sur-Allier       | Puy-de-Dôme           | Auvergne-Rhône-Alpes       | inscrit    | « PA63000089 », notice no PA63000089 | 45° 42′ 56″ nord, 3° 15′ 53″ est    |         |
| Église Saint-Martin de Saint-Martin-des-Plains                                        | Saint-Martin-des-Plains        | Puy-de-Dôme           | Auvergne-Rhône-Alpes       | inscrit    | « PA63000088 », notice no PA63000088 | 45° 29′ 28″ nord, 3° 19′ 08″ est    |         |
| Église Saint-Priest de Volvic                                                         | Volvic                         | Puy-de-Dôme           | Auvergne-Rhône-Alpes       | inscrit    | « PA00092480 », notice no PA00092480 | 45° 52′ 21″ nord, 3° 02′ 18″ est    |         |
| Château des barons d'Espelette                                                        | Espelette                      | Pyrénées-Atlantiques  | Nouvelle-Aquitaine         | inscrit    | « PA00084386 », notice no PA00084386 | 43° 20′ 25″ nord, 1° 26′ 45″ ouest  |         |
| Château de Guiche                                                                     | Guiche                         | Pyrénées-Atlantiques  | Nouvelle-Aquitaine         | classé     | « PA00084393 », notice no PA00084393 | 43° 31′ 19″ nord, 1° 12′ 07″ ouest  |         |
| Église Saint-Sébastien de Jatxou                                                      | Jatxou                         | Pyrénées-Atlantiques  | Nouvelle-Aquitaine         | inscrit    | « PA64000067 », notice no PA64000067 | 43° 23′ 10″ nord, 1° 26′ 01″ ouest  |         |
| Hôtel de la Lune                                                                      | Orthez                         | Pyrénées-Atlantiques  | Nouvelle-Aquitaine         | inscrit    | « PA00084475 », notice no PA00084475 | 43° 29′ 21″ nord, 0° 46′ 28″ ouest  |         |
| Hôpital thermal des armées                                                            | Amélie-les-Bains-Palalda       | Pyrénées-Orientales   | Occitanie                  | inscrit    | « PA66000018 », notice no PA66000018 | 42° 28′ 18″ nord, 2° 40′ 14″ est    |         |
| Monument funéraire de Nicole Robinet de La Serve                                      | Saint-André                    | La Réunion            | La Réunion                 | inscrit    | « PA97400089 », notice no PA97400089 | 20° 57′ 36″ sud, 55° 38′ 59″ est    |         |
| Caserne Lambert                                                                       | Saint-Denis                    | La Réunion            | La Réunion                 | inscrit    | « PA97400090 », notice no PA97400090 | 20° 52′ 44″ sud, 55° 26′ 28″ est    |         |
| Colonne de la Victoire                                                                | Saint-Denis                    | La Réunion            | La Réunion                 | inscrit    | « PA97400096 », notice no PA97400096 | 20° 52′ 42″ sud, 55° 26′ 54″ est    |         |
| Redoute Bourbon                                                                       | Saint-Denis                    | La Réunion            | La Réunion                 | inscrit    | « PA97400095 », notice no PA97400095 | 20° 52′ 55″ sud, 55° 26′ 33″ est    |         |
| Chapelle de La Redoute                                                                | Saint-Denis                    | La Réunion            | La Réunion                 | inscrit    | « PA97400094 », notice no PA97400094 | 20° 52′ 58″ sud, 55° 26′ 34″ est    |         |
| Ancien génie militaire                                                                | Saint-Denis                    | La Réunion            | La Réunion                 | inscrit    | « PA97400091 », notice no PA97400091 | 20° 52′ 24″ sud, 55° 26′ 54″ est    |         |
| Mausolées de La Redoute                                                               | Saint-Denis                    | La Réunion            | La Réunion                 | inscrit    | « PA97400093 », notice no PA97400093 | 20° 52′ 53″ sud, 55° 26′ 39″ est    |         |
| Ancien hôpital militaire de Saint-Denis                                               | Saint-Denis                    | La Réunion            | La Réunion                 | inscrit    | « PA97400092 », notice no PA97400092 | 20° 52′ 41″ sud, 55° 26′ 51″ est    |         |
| Château de Longsard                                                                   | Arnas                          | Rhône                 | Auvergne-Rhône-Alpes       | inscrit    | « PA69000035 », notice no PA69000035 | 46° 02′ 02″ nord, 4° 41′ 05″ est    |         |
| Château de la Trolanderie                                                             | Curis-au-Mont-d'Or             | Rhône                 | Auvergne-Rhône-Alpes       | inscrit    | « PA00117754 », notice no PA00117754 | 45° 52′ 03″ nord, 4° 49′ 09″ est    |         |
| Château de Vaurenard                                                                  | Gleizé                         | Rhône                 | Auvergne-Rhône-Alpes       | inscrit    | « PA69000036 », notice no PA69000036 | 45° 59′ 38″ nord, 4° 41′ 46″ est    |         |
| Église Saint-Pothin                                                                   | 6e arrondissement de Lyon      | Rhône                 | Auvergne-Rhône-Alpes       | inscrit    | « PA69000037 », notice no PA69000037 | 45° 45′ 58″ nord, 4° 50′ 46″ est    |         |
| Château de Saint-André du Coing                                                       | Saint-Didier-au-Mont-d'Or      | Rhône                 | Auvergne-Rhône-Alpes       | inscrit    | « PA69000038 », notice no PA69000038 | 45° 49′ 07″ nord, 4° 47′ 07″ est    |         |
| Observatoire de Lyon                                                                  | Saint-Genis-Laval              | Rhône                 | Auvergne-Rhône-Alpes       | inscrit    | « PA69000033 », notice no PA69000033 | 45° 41′ 41″ nord, 4° 46′ 57″ est    |         |
| site archéologique de Saint-Romain-en-Gal                                             | Saint-Romain-en-Gal            | Rhône                 | Auvergne-Rhône-Alpes       | inscrit    | « PA00118058 », notice no PA00118058 | 45° 31′ 46″ nord, 4° 52′ 15″ est    |         |
| Séminaire Saint-Irénée                                                                | Sainte-Foy-lès-Lyon            | Rhône                 | Auvergne-Rhône-Alpes       | inscrit    | « PA69000032 », notice no PA69000032 | 45° 44′ 32″ nord, 4° 46′ 56″ est    |         |
| Horloge monumentale de Tassin-la-Demi-Lune                                            | Tassin-la-Demi-Lune            | Rhône                 | Auvergne-Rhône-Alpes       | inscrit    | « PA69000039 », notice no PA69000039 | 45° 45′ 50″ nord, 4° 46′ 53″ est    |         |
| Tuilerie Perrusson                                                                    | Écuisses                       | Saône-et-Loire        | Bourgogne-Franche-Comté    | inscrit    | « PA71000023 », notice no PA71000023 | 46° 46′ 08″ nord, 4° 31′ 37″ est    |         |
| Château de Loisy                                                                      | Loisy                          | Saône-et-Loire        | Bourgogne-Franche-Comté    | inscrit    | « PA71000041 », notice no PA71000041 | 46° 34′ 56″ nord, 5° 01′ 49″ est    |         |
| Maison du Bailli                                                                      | Mâcon                          | Saône-et-Loire        | Bourgogne-Franche-Comté    | inscrit    | « PA71000045 », notice no PA71000045 | 46° 18′ 22″ nord, 4° 49′ 58″ est    |         |
| Nécropole d'Ormes-Simandre                                                            | Ormes                          | Saône-et-Loire        | Bourgogne-Franche-Comté    | inscrit    | « PA71000042 », notice no PA71000042 | 46° 36′ 41″ nord, 4° 57′ 09″ est    |         |
| Château de Selore                                                                     | Saint-Yan                      | Saône-et-Loire        | Bourgogne-Franche-Comté    | inscrit    | « PA71000044 », notice no PA71000044 | 46° 23′ 06″ nord, 4° 02′ 52″ est    |         |
| Église Saint-Pierre du Bailleul                                                       | Le Bailleul                    | Sarthe                | Pays de la Loire           | inscrit    | « PA72000033 », notice no PA72000033 | 47° 46′ 04″ nord, 0° 09′ 42″ ouest  |         |
| Église Saint-Vincent de La Chartre-sur-le-Loir                                        | La Chartre-sur-le-Loir         | Sarthe                | Pays de la Loire           | inscrit    | « PA72000035 », notice no PA72000035 | 47° 43′ 44″ nord, 0° 34′ 26″ est    |         |
| Église Saint-Martin d'Écommoy                                                         | Écommoy                        | Sarthe                | Pays de la Loire           | inscrit    | « PA72000034 », notice no PA72000034 | 47° 49′ 44″ nord, 0° 16′ 21″ est    |         |
| Église Sainte-Colombe de La Flèche                                                    | La Flèche                      | Sarthe                | Pays de la Loire           | inscrit    | « PA72000036 », notice no PA72000036 | 47° 41′ 32″ nord, 0° 03′ 56″ ouest  |         |
| Église Notre-Dame de Montfort-le-Rotrou                                               | Montfort-le-Gesnois            | Sarthe                | Pays de la Loire           | inscrit    | « PA72000037 », notice no PA72000037 | 48° 02′ 58″ nord, 0° 24′ 12″ est    |         |
| Château de la Serraz                                                                  | Le Bourget-du-Lac              | Savoie                | Auvergne-Rhône-Alpes       | inscrit    | « PA00118319 », notice no PA00118319 | 45° 37′ 53″ nord, 5° 50′ 54″ est    |         |
| Église Saint-Germain et Saint-Laurent de Saint-Germain-Laval                          | Saint-Germain-Laval            | Seine-et-Marne        | Île-de-France              | inscrit    | « PA77000023 », notice no PA77000023 | 48° 23′ 56″ nord, 2° 59′ 52″ est    |         |
| Église Saint-Pathus de Saint-Pathus                                                   | Saint-Pathus                   | Seine-et-Marne        | Île-de-France              | inscrit    | « PA77000024 », notice no PA77000024 | 49° 04′ 12″ nord, 2° 48′ 02″ est    |         |
| Château de la Picotière (glacière)                                                    | Saint-Gilles-de-Crétot         | Seine-Maritime        | Normandie                  | inscrit    | « PA76000079 », notice no PA76000079 | 49° 33′ 15″ nord, 0° 39′ 27″ est    |         |
| Colombier du Manoir                                                                   | Sainte-Marguerite-sur-Mer      | Seine-Maritime        | Normandie                  | inscrit    | « PA76000080 », notice no PA76000080 | 49° 54′ 38″ nord, 0° 56′ 57″ est    |         |
| Bourse départementale du travail                                                      | Bobigny                        | Seine-Saint-Denis     | Île-de-France              | inscrit    | « PA93000023 », notice no PA93000023 | 48° 54′ 23″ nord, 2° 26′ 19″ est    |         |
| Centre sportif municipal                                                              | L'Île-Saint-Denis              | Seine-Saint-Denis     | Île-de-France              | inscrit    | « PA93000024 », notice no PA93000024 | 48° 55′ 04″ nord, 2° 19′ 22″ est    |         |
| Siège de l'Humanité                                                                   | Saint-Denis                    | Seine-Saint-Denis     | Île-de-France              | inscrit    | « PA93000025 », notice no PA93000025 | 48° 56′ 11″ nord, 2° 21′ 41″ est    |         |
| Usine de l'orfèvrerie Christofle                                                      | Saint-Denis                    | Seine-Saint-Denis     | Île-de-France              | inscrit    | « PA93000026 », notice no PA93000026 | 48° 55′ 40″ nord, 2° 21′ 10″ est    |         |
| Église Sainte-Anne                                                                    | Amiens                         | Somme                 | Hauts-de-France            | classé     | « PA80000053 », notice no PA80000053 | 49° 53′ 15″ nord, 2° 18′ 27″ est    |         |
| Maisons du quartier Saint-Leu                                                         | Amiens                         | Somme                 | Hauts-de-France            | inscrit    | « PA80000055 », notice no PA80000055 | 49° 53′ 47″ nord, 2° 18′ 18″ est    |         |
| Chapelle funéraire Maille-Lansorne                                                    | Doullens                       | Somme                 | Hauts-de-France            | inscrit    | « PA80000056 », notice no PA80000056 | 50° 09′ 19″ nord, 2° 21′ 03″ est    |         |
| La Boîte à Cailloux (Monument commémoratif de l'assemblée du désert des protestants)  | Hesbécourt                     | Somme                 | Hauts-de-France            | inscrit    | « PA80000054 », notice no PA80000054 | 49° 56′ 53″ nord, 3° 09′ 34″ est    |         |
| Villa Rip                                                                             | Mers-les-Bains                 | Somme                 | Hauts-de-France            | inscrit    | « PA80000057 », notice no PA80000057 | 50° 03′ 56″ nord, 1° 22′ 54″ est    |         |
| Château de Thoré                                                                      | Aussillon                      | Tarn                  | Occitanie                  | inscrit    | « PA81000029 », notice no PA81000029 | 43° 30′ 49″ nord, 2° 22′ 21″ est    |         |
| Tour-silo de Calmels                                                                  | Lacaune                        | Tarn                  | Occitanie                  | inscrit    | « PA81000030 », notice no PA81000030 | 43° 42′ 38″ nord, 2° 41′ 43″ est    |         |
| Hôtel de Rolland                                                                      | Rabastens                      | Tarn                  | Occitanie                  | inscrit    | « PA81000031 », notice no PA81000031 | 43° 49′ 14″ nord, 1° 43′ 26″ est    |         |
| Ferme de Lascroux                                                                     | Tanus                          | Tarn                  | Occitanie                  | inscrit    | « PA81000032 », notice no PA81000032 | 44° 06′ 29″ nord, 2° 20′ 04″ est    |         |
| Château de Riblaye                                                                    | Montauban                      | Tarn-et-Garonne       | Occitanie                  | inscrit    | « PA82000022 », notice no PA82000022 | 43° 59′ 23″ nord, 1° 23′ 58″ est    |         |
| Gare de Lexos                                                                         | Varen                          | Tarn-et-Garonne       | Occitanie                  | inscrit    | « PA82000023 », notice no PA82000023 | 44° 08′ 33″ nord, 1° 53′ 06″ est    |         |
| Cimetière israélite                                                                   | Belfort                        | Territoire de Belfort | Bourgogne-Franche-Comté    | inscrit    | « PA90000010 », notice no PA90000010 | 47° 37′ 40″ nord, 6° 50′ 46″ est    |         |
| Fort d'Écouen                                                                         | Écouen                         | Val-d'Oise            | Île-de-France              | classé     | « PA95000016 », notice no PA95000016 | 49° 00′ 54″ nord, 2° 22′ 43″ est    |         |
| Château d'Écouen                                                                      | Écouen                         | Val-d'Oise            | Île-de-France              | classé     | « PA00080045 », notice no PA00080045 | 49° 01′ 03″ nord, 2° 22′ 42″ est    |         |
| Cité d'habitations à bon marché du square Dufourmantelle                              | Maisons-Alfort                 | Val-de-Marne          | Île-de-France              | inscrit    | « PA94000021 », notice no PA94000021 | 48° 47′ 22″ nord, 2° 26′ 03″ est    |         |
| Maison du manufacturier Gilardoni                                                     | Thiais                         | Val-de-Marne          | Île-de-France              | inscrit    | « PA94000018 », notice no PA94000018 | 48° 46′ 04″ nord, 2° 24′ 12″ est    |         |
| Rêve de l'Oiseau                                                                      | Le Plan-de-la-Tour             | Var                   | Provence-Alpes-Côte d'Azur | inscrit    | « PA83000017 », notice no PA83000017 | 43° 20′ 15″ nord, 6° 30′ 30″ est    |         |
| École élémentaire des Trois-Quartiers                                                 | Toulon                         | Var                   | Provence-Alpes-Côte d'Azur | inscrit    | « PA83000018 », notice no PA83000018 | 43° 07′ 41″ nord, 5° 56′ 42″ est    |         |
| Cimetière juif de Carpentras                                                          | Carpentras                     | Vaucluse              | Provence-Alpes-Côte d'Azur | inscrit    | « PA84000047 », notice no PA84000047 | 44° 03′ 42″ nord, 5° 03′ 29″ est    |         |
| Mikvé de Cavaillon                                                                    | Cavaillon                      | Vaucluse              | Provence-Alpes-Côte d'Azur | classé     | « PA84000050 », notice no PA84000050 | 43° 50′ 13″ nord, 5° 02′ 19″ est    |         |
| Maison canoniale de Cavaillon                                                         | Cavaillon                      | Vaucluse              | Provence-Alpes-Côte d'Azur | inscrit    | « PA84000049 », notice no PA84000049 | 43° 50′ 13″ nord, 5° 02′ 16″ est    |         |
| Château de Pradines                                                                   | Grambois                       | Vaucluse              | Provence-Alpes-Côte d'Azur | inscrit    | « PA84000048 », notice no PA84000048 | 43° 46′ 13″ nord, 5° 35′ 41″ est    |         |
| Site archéologique de la Villasse                                                     | Vaison-la-Romaine              | Vaucluse              | Provence-Alpes-Côte d'Azur | classé     | « PA00082180 », notice no PA00082180 | 44° 14′ 29″ nord, 5° 04′ 24″ est    |         |
| Église Saint-Benoît d'Aizenay                                                         | Aizenay                        | Vendée                | Pays de la Loire           | inscrit    | « PA85000028 », notice no PA85000028 | 46° 44′ 23″ nord, 1° 36′ 32″ ouest  |         |
| Église Sainte-Radegonde de La Bruffière                                               | La Bruffière                   | Vendée                | Pays de la Loire           | inscrit    | « PA85000027 », notice no PA85000027 | 47° 00′ 49″ nord, 1° 11′ 50″ ouest  |         |
| Église Notre-Dame-de-la-Nativité de Chambretaud                                       | Chambretaud                    | Vendée                | Pays de la Loire           | inscrit    | « PA85000029 », notice no PA85000029 | 46° 55′ 20″ nord, 0° 57′ 56″ ouest  |         |
| Maison de Félix Lionnet                                                               | La Châtaigneraie               | Vendée                | Pays de la Loire           | inscrit    | « PA85000032 », notice no PA85000032 | 46° 39′ 03″ nord, 0° 44′ 33″ ouest  |         |
| Église Saint-Hilaire de Saint-Hilaire-de-Loulay                                       | Saint-Hilaire-de-Loulay        | Vendée                | Pays de la Loire           | inscrit    | « PA85000031 », notice no PA85000031 | 47° 00′ 14″ nord, 1° 19′ 58″ ouest  |         |
| Église Sainte-Cécile de Sainte-Cécile                                                 | Sainte-Cécile                  | Vendée                | Pays de la Loire           | inscrit    | « PA85000030 », notice no PA85000030 | 46° 44′ 39″ nord, 1° 06′ 49″ ouest  |         |
| Jardins du Bâtiment                                                                   | Thiré                          | Vendée                | Pays de la Loire           | inscrit    | « PA00110280 », notice no PA00110280 | 46° 33′ 10″ nord, 1° 00′ 44″ ouest  |         |
| Château de Cherves                                                                    | Cherves                        | Vienne                | Nouvelle-Aquitaine         | inscrit    | « PA00105420 », notice no PA00105420 | 46° 43′ 06″ nord, 0° 00′ 58″ est    |         |
| Logis de Champagne                                                                    | Paizay-le-Sec                  | Vienne                | Nouvelle-Aquitaine         | inscrit    | « PA86000033 », notice no PA86000033 | 46° 35′ 49″ nord, 0° 45′ 44″ est    |         |
| Château de la Guitière                                                                | Saint-Pierre-de-Maillé         | Vienne                | Nouvelle-Aquitaine         | inscrit    | « PA86000034 », notice no PA86000034 | 46° 39′ 32″ nord, 0° 50′ 04″ est    |         |
| Monument Pershing - Lafayette                                                         | Versailles                     | Yvelines              | Île-de-France              | inscrit    | « PA78000023 », notice no PA78000023 | 48° 48′ 49″ nord, 2° 09′ 20″ est    |         |